# Transformers
Transformers (jap. トランスフォーマー, Toransufōmā, dt. „Transformer“) ist ein amerikanisch-japanisches Medien-Franchise, welches 1984 von den Spielzeug-Unternehmen Takara (Japan) und Hasbro (USA) begründet wurde. Das Franchise umfasst seit Beginn an Action-Figuren, Comics, Bücher und Zeichentrickserien, wenig später auch Computerspiele, einen Zeichentrickfilm und seit 2007 auch Spielfilme, welche weltweit erfolgreich waren.
Die Transformers stellen dabei außerirdische, lebende Roboter dar. Sie entstammen dem Planeten Cybertron und befinden sich in einem dauerhaften Krieg untereinander. Dabei bekämpfen die Autobots die wesentlich aggressiveren Decepticons.

## Überblick

### Die Spielzeugfiguren
Bei den Transformers-Action-Figuren handelt es sich um Spielzeugroboter, die sich mit einigen Handgriffen in Fahr- oder Flugzeuge, Alltagsgegenstände oder Tiere und zurück verwandeln lassen. Der Schwierigkeitsgrad dieser Verwandlungen variiert je nach Serie und Kostenpunkt der Figur. Im alltäglichen Sprachgebrauch wird der Begriff „Transformer“ dabei häufig synonym für die Gattung „verwandelbarer Spielzeugroboter“ verwendet; tatsächlich handelt es sich dabei jedoch um einen Markennamen des US-amerikanischen Herstellers Hasbro, der als offizielle Bezeichnung neben verschiedenen Lizenznehmern ansonsten nur von der japanischen Spielzeugfirma Takara (seit 2006 TakaraTomy), einem Partnerunternehmen Hasbros, benutzt wird.
Die Roboterformen der „Transformers“ sind in der Regel menschlichen Körperproportionen nachempfunden, doch auch Tierformen sowie Mischformen mit Fahrzeugelementen können vorkommen. Die Köpfe der Roboter folgen ebenfalls häufig dem menschlichen Vorbild, wobei Helme, Augenvisiere und Gesichtsplatten jedoch keine Seltenheit sind. Auch Tierköpfe dienen häufig als Inspiration.
Die Verwandlungsformen der „Transformers“ sind häufig mal mehr, mal weniger realistisch gestaltete Autos, Lastwagen, Flugzeuge, Hubschrauber, Raumschiffe, Militärfahrzeuge oder Wasserfahrzeuge. Andere wiederkehrende Verwandlungsformen sind Alltagsgegenstände wie Radios, Mikroskope, Waffen, Mobiltelefone oder Armbanduhren. Eine dritte Kategorie häufig vorkommender Verwandlungsformen sind Tiere, die entweder „realistisch“ gestaltet sind oder aber mechanische Nachbildungen der jeweiligen Tierformen darstellen. Es gibt zudem aber auch noch Figuren, die sich in die Planeten transformieren, wie den Planetenfresser Unicron und den Planeten Cybertron, welcher sich zum „absoluten Schöpfer Primus“ transformieren kann.

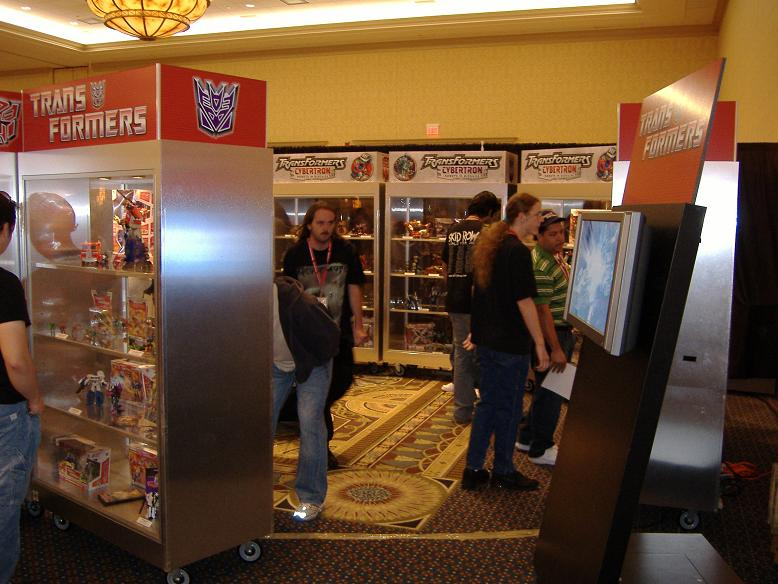
Transformers auf der BotCon 2006

Neben der Verwandlungsfunktion an sich verfügen viele Transformers-Spielzeuge auch über weitere Zusatzfunktionen. Beispielsweise sind viele der mit den Figuren erhältlichen Waffen mit einem Federmechanismus ausgestattet, über den mitgelieferte Plastikraketen abgefeuert werden können. Ferner verfügen einige Figuren gleich über mehrere verschiedene Verwandlungsformen, während sich wiederum andere Figuren zu größeren Robotern oder Fahrzeugen verbinden lassen. Im Laufe der Jahre kamen viele weitere Varianten und Sonderfunktionen hinzu, darunter winzige, verwandelbare Figuren, die sich zum Teil mit größeren Transformers-Robotern verbinden lassen und auf diese Weise bei letzteren manchmal weitere Funktionen auslösen können. Größere Figuren verwenden auch häufig batteriebetriebene elektronische Licht- und Soundeffekte. Die neuste Generation der Figuren ist mittlerweile sogar interaktiv geworden, mit Bewegungssensor und Mechaniken, welche diese dann tanzen lassen, wie z. B. die Ultimate Bumblebee-Figur aus den Kinofilmen.
Entwickelt wurden die Figuren ursprünglich von dem japanischen Unternehmen Takara, während Hasbro die Lizenz für den Vertrieb auf dem amerikanischen sowie dem internationalen Markt erwarb. In späteren Jahren gingen Hasbro und Takara dann dazu über, neue Figuren gemeinsam zu entwickeln, wobei die beiden Unternehmen sich die Entwicklungskosten teilen. Gelegentlich stellen die beiden Unternehmen auch jeweils speziell für den eigenen Markt gedachte Figuren ohne die Beteiligung des jeweils anderen her. Dabei handelt es sich aber meistens um Takara, da diese Firma die japanische ist und es dort mehr eingefleischte Fans gibt, die mehr für Japan-exklusiv-Figuren zahlen, teilweise auch auf 1000 Stück limitierte. Dabei handelt es sich zumeist um vollkommen glänzende und blitzende verchromte Figuren, durchsichtige Figuren oder schwarze Neuauflagen, wo aus einer Optimus-Prime-Figur zum Beispiel eine Nemesis-Prime-Figur wird.
Die Spielzeugfiguren bestehen zumeist aus Kunststoff, gelegentlich kommen jedoch auch Metallteile zum Einsatz, die im Druckgussverfahren hergestellt werden. Ferner verfügen einige Figuren mit Fahrzeugformen auch über Reifen aus Gummi. In einigen Fällen unterscheiden sich auch die Hasbro- und Takara-Versionen einer Figur, so kann beispielsweise eine Takara-Figur Metallteile verwenden, während das Hasbro-Gegenstück stattdessen Plastikteile verwendet. Ebenso kann eine Hasbro-Figur aus Sicherheitsgründen (andere Sicherheitsstandards als für den japanischen Markt) für einige Teile eine weichere, biegsamere Plastiksorte verwenden als das Takara-Gegenstück. Weitere Farbdetails und sonstige Verzierungen gab es in den Anfangsjahren der Reihe häufig in Form von Aufklebern, später gingen Hasbro und Takara dazu über, derartige Details nahezu ausschließlich über Tampondruck und Bemalungen zu erreichen. Auch die Bemalungen können sich, ebenso wie die Plastikfarben, zwischen der Hasbro- und der Takara-Version einer Figur unterscheiden.
In den ersten Jahren brachte Hasbro jedes Jahr vollends neu entwickelte Figuren mit neuen Namen und neuem Aussehen heraus. Erst nachdem sich herausgestellt hatte, welch große Bedeutung das Zielpublikum den aus der Transformers-Zeichentrickserie bekannten Charakteren beimaß, erschienen ab 1988 auch zunehmend häufiger neue Figuren, die älteren Charakteren nachempfunden waren und in der Regel auch denselben Namen wie diese trugen. Jede neue Transformers-Spielzeugreihe verfügt über eine Kerngruppe an Charakteren, die auch in der jeweiligen Fernsehserie bzw. dem zugehörigen Kinofilm im Mittelpunkt steht. Speziell seit der Jahrtausendwende handelt es sich bei dieser Kerngruppe in den meisten Fällen um neue Variationen bzw. Interpretationen bekannter Charaktere. Weitere Spielzeugfiguren werden in den jeweiligen Fernsehserien als Nebencharaktere eingesetzt bzw. haben dort zum Teil überhaupt keinen Auftritt, sondern existieren nur als Spielzeuge.
In jüngeren Jahren erschienen zudem auch immer häufiger mehrere verschiedene Spielzeugfiguren zu den jeweiligen „Kern“-Charakteren in unterschiedlichen Größen und Ausführungen. Hier sorgen insbesondere Nebencharaktere und Figuren, die nur als Spielzeuge existieren, für eine größere Heterogenität in der jeweiligen Spielzeugserie. Darüber hinaus veröffentlicht Hasbro auch häufig Farbvarianten und leichte Modifikationen bereits erschienener Figuren, die zum Teil als Sonderausführung derselben Charaktere, zum Teil aber auch als eigenständige Charaktere mit neuen Namen vermarktet werden. Dies geschieht vor allem aus Kostengründen, da die Wiederverwendung einer bereits entwickelten Figur in neuen Farben mit weniger Kosten verbunden ist als die Entwicklung einer von Grund auf neuen Figur.

### Vertrieb
Während des ersten Jahrzehnts der Transformers-Spielzeugreihen, in der Originalserie sowie der Generation-2-Serie, veröffentlichte Hasbro die Figuren im Rahmen von Sortimenten, die jeweils an den Verwandlungsformen der Figuren bzw. an speziellen Sonderfunktionen und anderen gemeinsamen Elementen ausgerichtet waren. Da in jenen frühen Jahren eine große Anzahl verschiedener Sonderfunktionen für die Figuren zum Einsatz kam, beschränkten sich die einzelnen Sortimente in der Regel jeweils auf maximal ein halbes Dutzend verschiedener Figuren, die dafür etwa ein Jahr lang an den Handel ausgeliefert wurden. Die Händler mussten jedes Sortiment einzeln bestellen, und die Preise der Figuren wurden für jedes Sortiment einzeln festgelegt. Dasselbe Vertriebsmodell kam auch in Europa zum Einsatz, darunter auch in Deutschland.
Beginnend mit der Beast Wars-Serie, die 1996 in den Handel kam, änderte Hasbro (bzw. zunächst das Tochterunternehmen Kenner) das Vertriebsmodell der Transformers. Künftig wurden die Figuren in eine überschaubare Anzahl feststehender Größen- bzw. Preisklassen eingeteilt, die bereits bei der Entwicklung der einzelnen Figuren berücksichtigt werden mussten. Kriterien waren hier neben einem maximal zulässigen Gesamtgewicht unter anderem die Anzahl der verbauten Einzelteile, der Schwierigkeitsgrad der Verwandlung sowie eine maximal zulässige Anzahl an Einzelbemalungen. Die jeweiligen Sortimente wiederum wurden nunmehr in „Wellen“ an die Händler ausgeliefert, die sowohl neue Figuren als auch Figuren aus vorangegangenen „Wellen“ enthalten konnten. Lediglich große Einzelfiguren erschienen zunächst noch als Sonderveröffentlichungen, doch wurden in späteren Transformers-Reihen auch hierfür eigene Preissegmente eingeführt.
Die mit Beast Wars eingeführten Preisklassen wurden in ihren Grundzügen von den Nachfolgeserien bis heute übernommen, wobei sich die Bezeichnungen der einzelnen Sortimente sowie die Preisstaffelung im Laufe der Jahre mehrfach änderte. Ebenfalls mit der Beast Wars-Reihe begann Hasbro, verstärkt auch einzelne Figuren exklusiv über ausgewählte Handelsketten wie Wal-Mart, Target oder Toys'R'Us zu vertreiben. Bei diesen Exklusivfiguren handelt es sich bis heute in den meisten Fällen um Varianten von Figuren, die in anderer Form auch im regulären Handel erhältlich sind. Im Rahmen der Spielzeugreihen zu den Kinofilmen Transformers (2007) und Transformers – Die Rache (2009) veröffentlichte Hasbro neben den „regulären“ Figuren auch noch eine große Anzahl weiterer Spielzeuge mit speziellen Eigenschaften, darunter für Kleinkinder geeignete Figuren mit einfachen Verwandlungen, Rollenspiel-Zubehör oder nicht verwandelbare Modellautos und Sammlerfiguren. Diese wurden ähnlich wie im Falle der großen Vielfalt der Originalserie wieder jeweils als eigene Sortimente vertrieben.
In Europa bzw. Deutschland wendet Hasbro im Grunde dasselbe Vertriebssystem an, allerdings wird hier darauf verzichtet, Figuren aus einer früheren „Welle“ in der nachfolgenden „Welle“ noch einmal nachzuliefern. Stattdessen enthält jede „Welle“ eine klar getrennte Auswahl an Figuren. Auch sind die Abstände zwischen der Auslieferung der einzelnen „Wellen“ oftmals deutlich größer als in den USA. Dies resultiert häufig in einer sehr geringen Heterogenität in den Regalen der Händler. Häufig kommt es daher vor, dass in Europa nur die ersten zwei oder drei „Wellen“ einer Serie erscheinen und viele weitere Figuren, die in den USA erhältlich sind, in Europa überhaupt nicht veröffentlicht werden. Von den in den USA exklusiv in ausgewählten Läden erhältlichen Figuren erscheinen nur wenige in Deutschland, die Ausnahme stellen gerade in jüngeren Jahren die exklusiv bei Toys'R'Us erhältlichen Figuren dar.
In Japan ist das Vertriebssystem wiederum anders: Dort wird seit Beginn der Transformers-Reihe im Jahr 1985 jede Figur als eigenes Sortiment verschickt. Dies ermöglicht es den Händlern, gezielt einzelne Figuren zu bestellen, allerdings ist dies nur aufgrund der grundlegend anderen Marktsituation in Japan möglich.

### Die Hintergrundgeschichte
Die zur Förderung des Verkaufs der Figuren entwickelte Hintergrundgeschichte der Transformers variiert ebenfalls je nach Serie und wird in den jeweiligen Fernseh- und Comicserien sowie in den Beschreibungen der einzelnen Figuren auf den Spielzeugverpackungen geschildert. Allen Versionen gemeinsam ist, dass es sich bei den Transformers um intelligente, eigenständig denkende und handelnde Roboter handelt, deren Heimatplanet die Maschinenwelt Cybertron ist. Die Transformers teilen sich dabei in mindestens zwei verfeindete Lager, die an Frieden, Freiheit und Kooperation interessierten „Autobots“ („Cybertrons“ in Japan) und die auf Eroberung und gewaltsamen Machtgewinn sinnenden „Decepticons“ („Destrons“ in Japan). Im Falle der Beast Wars-Serie und ihrer Nachfolger kamen jedoch auch andere Bezeichnungen für die Gruppierungen zum Einsatz. Anführer der Autobots ist zumeist „Optimus Prime“ („Convoy“ in Japan), der sich für gewöhnlich in einen Sattelzug (in einigen Fällen auch in ein Feuerwehrdrehleiterfahrzeug) verwandeln kann. Der Anführer der Decepticons wiederum heißt zumeist Megatron oder Galvatron (bei letzterem handelt es sich fast immer um eine weiterentwickelte Form von Megatron) und verwandelt sich im Regelfall in eine Waffe, einen Panzer oder eine Art Kampfflugzeug oder Raumschiff.
Für gewöhnlich führt der Krieg der Transformers diese über kurz oder lang auf die Erde, was im Regelfall dazu führt, dass die Autobots nunmehr auch verhindern müssen, dass die Menschheit der Eroberungsgier der Decepticons zum Opfer fällt. Dabei schließen die Autobots häufig Freundschaft mit Menschen (zumeist Kindern oder Jugendlichen), die ihnen bei ihren Abenteuern auf der Erde (und manchmal auch im Weltall) zur Seite stehen. In einigen Fällen, vorwiegend in den Comic-Fassungen, steht der Großteil der Menschheit den Transformers insgesamt allerdings skeptisch gegenüber und greift, unfähig, zwischen Freund und Feind unterscheiden zu können, dabei gelegentlich sogar irrtümlich die Autobots an. In den Zeichentrickserien ist die Mehrheit der Menschen den Autobots dagegen für gewöhnlich wohlgesinnt.

## Die Ursprünge
Roboterspielzeuge mit der Fähigkeit, sich verwandeln zu lassen, gab es in Japan schon mindestens seit den 60er Jahren, als eines der ersten gilt heute weithin der „Space Explorer“ des Herstellers Yonezawa. Ein Großteil der Figuren, aus denen später die ersten „Transformers“ wurden, erschienen ursprünglich ab 1982 im Rahmen der Spielzeugserien Diaclone und MicroChange, einem Ableger der „New Microman“-Serie, beide veröffentlicht von Takara. Die Roboter konnten unter anderem in Autos, Flugzeuge, mechanische Dinosaurier und Alltagsgegenstände verwandelt werden.
1983 entdeckte der amerikanische Spielzeughersteller Hasbro die Takara-Figuren auf der Spielzeugmesse in Tokio und sicherte sich die Lizenzen für einen Vertrieb in den USA. Die Werbeagentur Griffin Bacal wurde mit der Ausarbeitung eines Konzeptes beauftragt und steuerte den Namen „The Transformers“ bei.
Um die Serie entsprechend zu vermarkten, wurde der Comicverlag Marvel Comics beauftragt, eine Hintergrundgeschichte zu entwickeln. Die Redakteure Jim Shooter und Dennis O’Neil entwickelten ein erstes Konzept, während der Autor Bob Budiansky die Ausarbeitung der einzelnen Charaktere übernahm.
Darüber hinaus wurde Marvel auch beauftragt, eine Comic- und eine Zeichentrickserie zu entwickeln. Erstere erschien ab Mai 1984 (mit Coverdatum vom September desselben Jahres) und war ursprünglich als vierteilige Miniserie angelegt, brachte es jedoch am Ende auf 80 Hefte sowie diverse Nebenserien. Die Spielzeugserie startete in den USA ebenfalls im Mai 1984, während der Pilotfilm der Zeichentrickserie noch bis September auf sich warten ließ.

## Die einzelnen Spielzeugserien

### Die Originalserie („Generation 1“)
Die ursprüngliche Serie trug offiziell den Namen „The Transformers“ und warb mit dem Slogan „More than Meets the Eye“ (ab 1987 „More... Much more than Meets the Eye“). Fans gaben der Serie später rückwirkend den Namen „Generation One“, kurz „G1“, der sich vom Titel der Folgeserie, Transformers: Generation 2, ableitet und mittlerweile auch von Hasbro verwendet wird.
In den USA startete die Spielzeugserie im Mai 1984 und umfasste neben Figuren aus Takaras Diaclone- und MicroChange-Serien auch einzelne Figuren anderer Hersteller wie Bandai, ToyBox oder Toyco. Die Figuren konnten sich zunächst in Autos, Flugzeuge und verschiedene Alltagsgegenstände verwandeln. Die Figur des Optimus Prime stammte aus der Diaclone-Serie, während sein Gegenpart Megatron ursprünglich eine MicroChange-Figur war. Erstmals auf der American International Toy Fair im Februar 1984 vorgestellt, verdiente Hasbro alleine an den Vorbestellungen über 100 Millionen US-Dollar. Innerhalb von acht Wochen verkaufte Hasbro drei Millionen Figuren, zwischen Mai und Dezember 1984 zehn Millionen.
1985 kamen weitere Varianten hinzu, darunter mechanische Dinosaurier, Figuren mit mehreren verschiedenen Verwandlungsformen sowie Roboter, die sich zu einem größeren Roboter zusammensetzen ließen. 1985 sollte sich als das für lange Zeit erfolgreichste Jahr für die Transformers erweisen, so verdiente Hasbro in diesem Jahr 333 Millionen US-Dollar mit den Figuren, ein Anteil von 27 Prozent am Jahresgewinn Hasbros.
1986 wiederum erschienen in erster Linie die Spielzeugfiguren zum Kinofilm The Transformers: The Movie. Diese basierten erstmals nicht auf bestehenden oder bereits in Arbeit befindlichen japanischen Figuren, sondern waren auf Grundlage der Filmdesigns des philippinischen Künstlers Floro Dery entwickelt worden. Zudem wurde die Produktion in diesem Jahr von einer Mischung aus Metall- und Plastikteilen vollständig auf Plastik umgestellt.
In den Folgejahren wurden die Figuren wieder von Takara entwickelt und führten regelmäßig neue Konzepte ein. 1987 waren dies die „Headmasters“ und „Targetmasters“, deren Köpfe bzw. Waffen sich in kleine Figuren verwandeln ließen. In diesem Jahr erschien auch die Figur des Fortress Maximus, der mit einer Höhe von über 50 Zentimetern bis heute die größte Transformers-Spielzeugfigur darstellt. Die „Powermasters“ des Folgejahres wiederum verfügten über verwandelbare Motoren. Unter ihnen befand sich auch eine neue Version von Optimus Prime, die erste Transformers-Figur überhaupt, die den Namen einer früheren Figur verwendete. Neben Figuren mit Sonderfunktionen wie Funkenrädern oder per Federmechanismus ausfahrbaren Waffen führte Hasbro in diesem Jahr auch die „Pretenders“ ein, bei denen es sich um Transformers handelte, die sich in Menschen oder Monstern nachempfundenen Hüllen verbargen.
1989 erweiterte Hasbro das „Pretender“-Konzept um Hüllen in Fahrzeugform, brachte mit den „Classic Pretenders“ einige beliebte Charaktere aus den Anfangsjahren zurück und führte mit den winzigen „Micromasters“ zudem ein Konzept ein, das eine Antwort auf Galoobs Micro Machines darstellte. Zu den „Micromasters“ gab es auch zahlreiche Fahrzeuge und Stationen, die sich zu ganzen Spielwelten verbinden ließen. 1990 führte Hasbro schließlich die „Action Masters“ ein, vollbewegliche Actionfiguren, die zwar zum Teil auf Charakteren der Anfangsjahre basierten, jedoch nicht länger verwandelt werden konnten. Stattdessen verfügten sie über verwandelbare Fahrzeuge und Zubehörteile. Damit beschränkte sich das Angebot in den Jahren 1989 und 1990 jeweils auf zwei übergreifende Konzepte.
Zu diesem Zeitpunkt waren in den USA die Verkaufszahlen der Transformers-Spielzeugfigure an einem Tiefpunkt angelangt. Gegenüber 333 Millionen US-Dollar Gewinn im Jahr 1985 verdiente Hasbro 1990 gerade mal 35 Millionen mit den Transformers, was einen Anteil von nur 2,4 Prozent am Jahresgewinn Hasbros ausmachte. So entschloss sich Hasbro noch im selben Jahr, die Serie einzustellen. Der Markt in Japan blieb davon allerdings zunächst unberührt, und viele der noch geplanten „Action Masters“-Figuren wurden im Folgejahr in Europa dennoch veröffentlicht.
In Japan beschloss Takara bereits 1985, aufgrund des großen Erfolges der Transformers in den USA Diaclone und Microman einzustellen und stattdessen fortan ebenfalls die Transformers zu veröffentlichen. Die Zeichentrickserie wurde ins Japanische synchronisiert und ab 1985 parallel zur Veröffentlichung der Spielzeugfiguren ausgestrahlt. Diese kamen zunächst unter dem Namen Tatakae! Chō Robot Seimeitei Transformer (戦え!超ロボット生命体トランスフォーマー, Tatakae! Chō Robotto Seimeitei Toransufōmā) auf den Markt, wobei viele der Figuren für den japanischen Markt neue, zumeist aus dem Englischen entlehnte Namen erhielten. 1986 erschienen in Japan parallel zur Veröffentlichung einer OVA mit dem Titel Tatakae! Chō Robot Seimeitai Transformer: Scramble City Hatsudō-hen (戦え!超ロボット生命体トランスフォーマー スクランブルシティ発動編, ~: Sukuramburu Shiti Hatsudō-hen) weitere Figuren, die auch Hasbro veröffentlichte, während die Figuren zum Kinofilm The Transformers: The Movie in Japan unter dem Titel Tatakae! Chō Robot Seimeitai Transformer 2010 (戦え!超ロボット生命体トランスフォーマー2010) erschienen.
Nach Absetzung der Zeichentrickserie in den USA ließ Takara in Japan eine neue Serie mit dem Titel Transformers: The Headmasters, in Japan Transformer: The Headmasters (トランスフォーマー ザ☆ヘッドマスターズ, Toransufōmā: Za Heddomasutāzu), produzieren und veröffentlichte ab 1987 auch die betreffenden Spielzeugfiguren unter diesem Titel. Im Folgejahr ging es weiter mit der Serie Transformer: Chōjin Masterforce (トランスフォーマー 超神マスターフォース, Toransufōmā: Chōjin Masutāfōsu). Die zugehörigen Spielzeugfiguren begannen zunehmend, sich von ihren Hasbro-Gegenstücken zu unterscheiden, und beinhalteten auch immer häufiger Figuren, die in den USA überhaupt nicht erhältlich waren. Im Falle der 1989 gestarteten Serie Transformers: Victory, in Japan: Tatakae! Chō Robot Seimeitei Transformer: Victory (戦え!超ロボット生命体 トランスフォーマーV, ~ Bikutorī), war sogar ein Großteil der Figuren nur in Japan erhältlich. Während die Spielzeugserie in den USA 1990 endete, lief sie in Japan mit den Serien Transformer: Zone (トランスフォーマーZ, Toransufōmā: Zōn), Transformers: Battlestars und Transformers: Operation Combination noch bis 1992 weiter, wobei es sich bei einem Großteil der Figuren um nur in Japan erhältliche „Micromasters“ handelte. Die „Action Masters“ erschienen dagegen überhaupt nicht in Japan. Ab 1993 konzentrierte sich Takara ganz auf die bereits 1990 gestartete Brave-Serie, in der auch einige Transformers-Figuren wiederverwendet wurden.
In Mittel- und Südamerika musste Hasbro aufgrund der lokalen Gesetzgebung ansässigen Unternehmen die Lizenz für einen Vertrieb von Transformers-Spielzeugfiguren erteilen. Im Falle Mexikos war dies das Unternehmen Plasticos IGA, das ab 1985 Transformers-Figuren unter Lizenz von Hasbro veröffentlichte. Die Figuren, die oftmals deutliche Unterschiede zu ihren Hasbro-Gegenstücken aufwiesen, verkauften sich jedoch nicht sonderlich gut, weshalb die Serie schon ein Jahr später eingestellt und die übriggebliebenen Figuren ab 1989 ohne Genehmigung Hasbros nach Europa exportiert wurden. Weitere Veröffentlichungen erfolgten in Brasilien, Argentinien und Peru durch jeweils ansässige Unternehmen, wobei sich die Auswahl der Figuren in allen Fällen stark in Grenzen hielt und auch die rechtliche Lage der Veröffentlichungen oftmals unklar ist.
In Großbritannien war Hasbro ab 1984 selbst für den Vertrieb der Transformers-Spielzeuge verantwortlich, während das Unternehmen Milton Bradley (MB), das damals von Hasbro übernommen wurde, 1985 den Vertrieb auf dem europäischen Kontinent, darunter auch Deutschland, übernahm, da Hasbro hier zunächst die nötigen Kapazitäten fehlten. Zwar trugen die Spielzeugverpackungen ab 1986 auch in Europa den Namen Hasbros, der Vertrieb in Deutschland erfolgte jedoch zunächst weiter über die deutsche MB-Tochter, bis diese 1991 schließlich in „Hasbro Deutschland“ umbenannt wurde. Dabei waren nicht alle der in den USA veröffentlichten Figuren auch in Europa erhältlich, ferner erschienen auch nicht alle Figuren in allen Ländern. Einen Sonderweg beschritt derweil das heute zu Giochi Preziosi gehörende Unternehmen GiG, das bereits seit 1983 die Lizenz für Takaras Diaclone-Figuren besaß und erst auf Druck Hasbros eine zusätzliche Lizenz für den Vertrieb der Transformers erwarb. Aufgrund des engen Kontaktes zwischen GiG und Takara erschienen so in Italien gelegentlich auch Figuren, die nirgends sonst in Europa, zum Teil nicht mal in den USA erhältlich waren.
Ab 1990 passte GiG die eigenen Veröffentlichungen zunehmend denen Hasbros im übrigen Europa an. Während die Spielzeugserie in den USA im selben Jahr endete, setzte Hasbro diese aufgrund des anhaltenden Erfolgs in Europa fort und veröffentlichte neben der Classic-Serie, die Neuauflagen älterer Figuren umfasste, ab 1991 auch komplett neue Figuren, die nunmehr exklusiv für den europäischen Markt entwickelt wurden. Die europäische Serie hielt sich bis 1993 und wurde im Folgejahr durch die Nachfolgereihe Transformers: Generation 2 abgelöst.

### Generation 2
1993 wagte Hasbro in den USA einen Neuanfang mit den Transformers. Anlass war der anhaltende Erfolg der Verkäufe in Europa. Die neue Serie, die unter dem Titel Transformers: Generation 2, in Japan: Transformer: G-2 (トランスフォーマー G-2) auf den Markt kam, bestand zunächst in erster Linie auf Neuauflagen von Figuren aus den Jahren 1984–86, darunter auch die Originalfigur von Optimus Prime, wobei die Figuren im Vergleich zu den sehr stark realistischen Fahrzeugen nachempfundenen Originalfiguren eine eher eigenwillige Farbgebung aufwiesen. Auch die Waffen und sonstigen Zubehörteile vieler Figuren wurden durch neue Teile ersetzt. Die ursprüngliche Megatron-Figur durfte dagegen aufgrund verschärfter amerikanischer Gesetze bezüglich realistischer Spielzeugwaffen nicht mehr veröffentlicht werden, stattdessen gab es eine komplett neue Megatron-Figur, die sich nunmehr in einen Panzer verwandeln ließ.
Ab 1994 erschienen zunehmend neu entwickelte Figuren, ferner auch Figuren, die bereits zuvor in Europa erschienen waren. Häufig verwendeten die Figuren dabei auch die Namen bekannter Figuren aus den Anfangsjahren der Originalserie, obwohl sie darüber hinaus wenig Ähnlichkeit mit diesen aufwiesen. Transformers: Generation 2 erwies sich jedoch letztendlich nicht als der erhoffte Erfolg, weshalb die Serie schon 1995 eingestellt wurde und viele bereits geplante Figuren unveröffentlicht blieben. Einige davon erschienen später dennoch im Rahmen anderer Transformers-Serien. Inzwischen war auch eine kurzlebige Generation-2-Comicserie bei Marvel Comics erschienen, ferner hatte es auch eine Zeichentrickserie gegeben, bei der es sich jedoch lediglich um eine Neuauflage der Originalserie mit zusätzlichen Sound- und Computereffekten handelte.
In Europa, darunter auch Deutschland, veröffentlichte Hasbro Transformers: Generation 2 ab 1994, womit, anders als in den USA, keine Pause in der Veröffentlichung bestand. Neben den in den USA erhältlichen Figuren umfasste die europäische Fassung der Serie auch Neuauflagen der bereits ein Jahr zuvor in Europa erschienenen Figuren sowie weitere, exklusiv in Europa erhältliche Neuauflagen älterer Figuren. Auch trugen einige Figuren in Europa andere Namen als ihre US-Gegenstücke. Einige Figuren, die in den USA aufgrund der Einstellung der Generation-2-Serie nie erschienen, waren dennoch in Europa erhältlich, ferner auch in Kanada, Australien und Neuseeland. Parallel dazu veröffentlichte auch GiG in Italien die Generation-2-Figuren, wobei diese genau wie im Falle der Originalserie eigene, italienische Namen trugen.
In Japan veröffentlichte Takara Transformers: Generation 2 ab 1995, doch beschränkte sich die Auswahl dabei auf die komplett neu entwickelten Figuren. Drei weitere Figuren erschienen 1996.

### Beast Wars
Nach dem mangelnden Erfolg der Generation-2-Serie trat Hasbro die Verantwortung für die Zukunft der Transformers an die Tochtergesellschaft Kenner ab. Dort beschloss man, es mit einem neuartigen Konzept zu versuchen. Ausgangspunkt von Beast Wars: Transformers war, dass sich die Roboter nicht länger in erster Linie in Fahr- und Flugzeuge verwandeln ließen, sondern in Tiere. Aus Optimus Prime wurde „Optimus Primal“, die Autobots wurden zu den „Maximals“ und die Decepticons zu den „Predacons“. Mainframe Entertainment (heute Rainmaker Animation) entwickelte eine computeranimierte Fernsehserie, während die Spielzeugfiguren nunmehr gemeinsam von Kenner und Takara entwickelt wurden. Die Serie kam 1996 auf den Markt und lief bis 1999, wobei Hasbro zahlreiche Spielzeugfiguren veröffentlichte, die nie in der Fernsehserie auftreten sollten. Von den Fans anfangs abgelehnt, sollten sich die Beast Wars in den USA nach den ebenfalls von Hasbro/Kenner produzierten Figuren zu Star Wars sowie Bandais Power Rangers zur dritterfolgreichsten Spielzeugserie in den USA entwickeln. Der große Erfolg führte dazu, dass Hasbro schon bald wieder selbst die Kontrolle über die Transformers-Marke übernahm.
Auch in Europa, darunter auch in Deutschland, war zunächst Kenner für den Vertrieb der Beast Wars-Figuren zuständig, doch genau wie in den USA wurde dieser später von Hasbro übernommen. Bei der Gelegenheit wurde auch das Unternehmen GiG, das bis dahin den Vertrieb in Italien übernommen hatte, durch die italienische Hasbro-Tochter abgelöst. Die europäischen Figuren waren weitestgehend mit den US-Gegenstücken identisch, allerdings kamen hier zwei exklusiv in Europa erhältliche Varianten hinzu.
In Japan begann Takara 1997 mit der Veröffentlichung der Beast Wars-Figuren, und auch die computeranimierte Fernsehserie wurde ins Japanische synchronisiert. Angesichts der geringen Episodenanzahl der US-Serie ließ Takara nach Ausstrahlung der ersten Staffel der Mainframe-Serie zwei eigene, klassisch animierte Zeichentrickserien mit den Titeln Beast Wars II: Chō Seimeitai Transformer (ビーストウォーズII 超生命体トランスフォーマー, Bīsuto Wōzu Sekondo: Chō Seimeitai Toransufōmā) und Chō Seimeitai Transformer: Beast Wars Neo (超生命体トランスフォーマー ビーストウォーズネオ, Chō Seimeitai Toransufōmā: Bīsuto Wōzu Neo) produzieren. Bei den zugehörigen Spielzeugfiguren handelte es sich zum Teil um Figuren aus Hasbros Beast Wars-Reihe, die nicht in der Fernsehserie auftraten, ferner um zum Teil unveröffentlichte Figuren aus der Transformers:-Generation-2-Serie sowie insbesondere im Fall von Beast Wars Neo auch um speziell für den japanischen Markt neu entwickelte Figuren. Den Abschluss der Beast Wars in Japan stellte Beast Wars Metals dar, eine synchronisierte Fassung der zweiten und dritten Staffel der US-Fernsehserie inklusive der dazugehörigen Spielzeugfiguren.

### Machine Wars
Machine Wars Transformers war eine kurzlebige Serie, die 1996 parallel zur Beast Wars-Serie exklusiv in Läden der amerikanischen Spielwarenkette KB Toys erhältlich war. Im Gegensatz zur Beast Wars-Serie, deren Schwerpunkt Tierformen für die Transformers waren, verfügten die Machine-Wars-Figuren wieder über Fahr- und Flugzeugformen. Bei den einzelnen Figuren handelte es sich dabei zum Teil um Varianten von Figuren, die zwischen 1991 und 1993 bereits in Europa erschienen waren, während andere Figuren ursprünglich für die Generation-2-Serie entwickelt worden, dort jedoch nie zum Einsatz gekommen waren. Ein Großteil der Machine-Wars-Figuren verwendete die Namen von Figuren aus den Anfangsjahren der Originalserie. In Europa waren die Machine-Wars-Figuren dagegen nie erhältlich.

### Beast Machines/Beast Wars Returns
Die Nachfolgeserie von Beast Wars, zunächst unter dem Arbeitstitel Beast Riders geplant, erschien in den USA von Dezember 1999 bis Mitte 2001 unter dem Titel Beast Machines Transformers. Die weiterhin von Optimus Primal angeführten Maximals umfassten einige aus Beast Wars übernommene Charaktere, während Megatrons Gruppe diesmal den Namen „Vehicons“ erhielt. Die Maximals verfügten diesmal über „cyberorganische“ Formen, eine Mischung aus Tieren und Robotern, während es sich bei den Vehicons um futuristische Fahr- und Flugzeuge handelte. Eine Fernsehserie zu Beast Machines wurde erneut von Mainframe produziert, doch wiesen die Spielzeugfiguren diesmal oftmals wenig Ähnlichkeit mit ihren Serien-Gegenstücken auf. Auch die Größenverhältnisse der einzelnen Figuren standen in keinerlei Verhältnis zur Serie. Anders als die Beast Wars war Beast Machines kein sonderlicher Erfolg, was dazu führte, dass die ursprünglich geplante Nachfolge Transtech noch in der Planungsphase eingestellt wurde.
Die Beast-Machines-Spielzeugfiguren waren auch in Europa, darunter auch in Deutschland, erhältlich.
In Japan erschien Beast Machines zunächst überhaupt nicht, obwohl die Figuren gemeinsam von Hasbro und Takara produziert worden waren. Erst ab Ende 2004 brachte Takara einige der Figuren unter dem Titel Beast Wars Returns heraus, wobei die Auswahl auf die aus der – zum damaligen Zeitpunkt ebenfalls erstmals in Japan ausgestrahlten – Fernsehserie bekannten Charaktere beschränkt blieb und die Figuren lediglich in begrenzter Stückzahl exklusiv in Läden der japanischen Toys'R'Us-Tochter erhältlich waren.

### Car Robot/Robots in Disguise
Da Takara vorerst kein Interesse an einer Veröffentlichung der Beast Machines-Figuren auf dem japanischen Markt hatte, wurde eine neue, eigene Serie entwickelt, die ab 2000 zunächst nur in Japan erscheinen sollte. Transformer: Car Robot (トランスフォーマー カーロボット, Toransufōmā: Kāro Botto) brachte Fahrzeugformen für die „Cybertrons“ zurück, wobei sich der Optimus Prime nachempfundene Fire Convoy diesmal in einen Feuerwehr-Einsatzwagen verwandelte. Insgesamt kamen jedoch in erster Linie auf Seiten der Cybertrons neuentwickelte Figuren zum Einsatz, während deren Gegner, die über Tierformen verfügenden „Destrongers“ und die über Fahrzeugformen verfügenden „Destrons“, auf Figuren basierten, die bereits im Rahmen der Beast Wars und Generation-2-Serien sowie der Originalserie erschienen waren. Die einzige Ausnahme stellte Gigatron, der Anführer der Destrongers, dar. Zu Car Robot wurde in Japan auch eine Zeichentrickserie produziert.
Ebenfalls noch 2000 schloss Hasbro mit Takara einen Vertrag über die Entwicklung dreier neuer Transformers-Serien, die auf den Märkten beider Firmen erscheinen sollten. Um die Zeit bis zur Veröffentlichung der ersten dieser Serien zu überbrücken, veröffentlichte Hasbro die Car Robots-Figuren unter dem Namen Robots in Disguise in den USA, wobei die Cybertrons in „Autobots“, die Destrongers in „Predacons“, die Destrons in „Decepticons“, Fire Convoy in „Optimus Prime“ und Gigatron in „Megatron“ umbenannt wurden. Hasbro ließ auch die Zeichentrickserie synchronisieren und erweiterte die Spielzeugserie um einige Figuren, die nur in den USA erscheinen sollten, darunter auch einige Figuren, die eigentlich bereits im Rahmen der Beast Machines-Serie hätten erscheinen sollen. 2003, als Transformers: Armada bereits die aktuelle Haupt-Transformers-Serie darstellte, erweiterte Hasbro die Robots in Disguise-Reihe dann um diverse Varianten von Figuren aus früheren Serien, die jeweils exklusiv bei ausgewählten Händlern erhältlich waren.
Viele der Robots in Disguise-Figuren waren auch in Europa erhältlich, darunter auch in Deutschland.

### Neuauflagen
2000 begann Takara erstmals damit, Neuauflagen von Figuren aus der Originalserie zu veröffentlichen, angefangen mit Convoy (Optimus Prime). 2001 wurden die unregelmäßigen Veröffentlichungen durch die Collectors' Edition 2001-Reihe ergänzt, deren Figuren jeweils exklusiv bei ausgewählten Händlern oder auf japanischen Conventions erhältlich waren. Im Juli 2002 begann Takara dann mit der Veröffentlichung der Transformers Collection-Reihe, wobei viele der Figuren Änderungen gegenüber den Originalveröffentlichungen aufwiesen, darunter neue Zubehörteile oder Farbänderungen, die sich an der Original-Zeichentrickserie orientierten. Parallel dazu waren über den japanischen Onlinehändler e-Hobby zu beinahe jeder Figur exklusive Farbvarianten erhältlich. Innerhalb der Transformers Collection-Reihe erschienen bis März 2006 insgesamt 21 Figuren. Seit August 2007 erscheint bei TakaraTomy nunmehr die Reihe Transformers Encore.
Hasbro veröffentlichte ab Sommer 2002 ebenfalls Neuauflagen von Originalfiguren, die unter dem Titel Commemorative Series exklusiv bei Toys'R'Us erhältlich waren. Aufgrund des geringen Erfolges wurde die Serie jedoch schon 2004 eingestellt, wobei zwei weitere, bereits produzierte Figuren im Folgejahr zum einen bei KB Toys, zum anderen über Hasbros Online-Handel, den Hasbro Toy Shop, erhältlich waren. Anfang 2007 erschien zudem eine weitere Figur als Commemorative Edition im Rahmen der Classic-Serie, abermals exklusiv bei Toys'R'Us. 2009 erschienen einige weitere Neuauflagen im Rahmen der Universe-Reihe.
Ende 2005 begann Hasbro darüber hinaus mit der Veröffentlichung einer kurzlebigen Reihe zum zehnjährigen Jubiläum der Beast Wars, Beast Wars 10th Anniversary, die Neuauflagen von Beast Wars-Figuren beinhaltete. Takara veröffentlichte seinerseits Anfang 2006 einen Doppelpack mit Neuauflagen zweier Beast Wars-Figuren unter dem Titel Beast Wars Reborn, 2007 gefolgt von der kurzlebigen Beast Wars Telemocha-Reihe, die ebenfalls Neuauflagen von Beast Wars-Figuren enthielt.
Einige der Commemorative Series-Figuren Hasbros erschienen auch in Europa, jedoch in erster Linie in Großbritannien. In Deutschland kamen die Figuren ebenso wenig wie die Beast Wars 10th Anniversary-Figuren in den Handel.

### Super Collection Figures/Heroes of Cybertron
Ende 2000 begann Takara mit der Veröffentlichung einer Reihe namens Super Collection Figures (SCF). Dabei handelte es sich um nicht verwandelbare PVC-Figuren, die den Zeichentrickversionen beliebter Charaktere aus den Jahren 1984 bis 1986 nachempfunden waren, später kamen auch noch Figuren aus den japanischen Serien Headmasters, Victory und Masterforce sowie der zum damaligen Zeitpunkt aktuellen Serie Micron Densetsu/Armada hinzu. Außerdem gab es einige größere Mega SCF-Figuren. Die Serie hielt sich in Japan bis Anfang 2003.
Mitte 2002 begann Hasbro, die Figuren unter dem Titel Heroes of Cybertron auch in den USA zu veröffentlichen, wobei die Figuren bewusst nicht bei großen Einzelhandelsketten wie Wal-Mart, Toys'R'Us oder Target erhältlich waren, sondern nur bei kleineren Ketten. Bei der Auswahl der Figuren beschränkte sich Hasbro auf Charaktere aus der Originalserie. Die Serie hielt sich bis Anfang 2004, zudem waren 2007 Neuauflagen einiger Figuren exklusiv bei Hot Topic erhältlich. Auf eine Veröffentlichung der größeren Mega SCF-Figuren verzichtete Hasbro.
In Europa waren die Heroes of Cybertron-Figuren nie erhältlich.

### Micron Densetsu/Armada

Logo von Transformers Armada

Im Jahr 2000 schloss Hasbro eine Vereinbarung mit Takara, der zufolge beide Unternehmen gemeinsam drei neue Transformers-Spielzeugserien entwickeln sollten, die wiederum in beiden Ländern auf den Markt kommen sollten.
Die erste davon erschien ab Mitte 2002 unter dem Titel Transformers: Armada in den USA und ab Ende 2002 als Chō Robot Seimeitai Transformer: Micron Densetsu (超ロボット生命体トランスフォーマー マイクロン伝説, Chō Robotto Seimeitai Toransufōmā: Maikuron Densetsu, wörtlich „Superrobottertrupp Transformer: Die Legende der Microns“) auch in Japan, begleitet von einer Zeichentrickserie gleichen Namens. Aufhänger von Armada waren die „Mini-Cons“, wenige Zentimeter große Transformers-Figuren, die sich genau wie zuvor die Micromasters in kleine Fahr- und Flugzeuge verwandeln ließen. Darüber hinaus konnten die Mini-Cons auch mit den größeren Transformers-Figuren der Reihe verbunden werden und so bei diesen versteckte Waffen und andere zusätzliche Funktionen aktivieren. Die Mini-Cons waren dabei zum einen als Dreierpacks erhältlich, andererseits lag aber auch jeder größeren Transformers-Figur ein Mini-Con bei.
Bei der Auswahl der Charaktere besannen sich Hasbro und Takara wieder verstärkt auf Figuren aus den Anfangsjahren der Originalserie. Die größte Figur aus der Armada-Serie war Unicron, ein Transformer, der sich in einen Planeten verwandeln ließ. Unicron war erstmals im Zeichentrickfilm The Transformers: The Movie von 1986 aufgetreten, doch obwohl seinerzeit ein Prototyp entwickelt worden war, erschien bis zur Armada-Serie nie eine Spielzeugfigur. Die zweite Hälfte der Serie, die vorwiegend Farbvarianten der Figuren aus den ersten Wellen enthielt, trug in der Hasbro-Fassung den Untertitel The Unicron Battles.
Viele der Spielzeugfiguren zu Transformers: Armada waren auch in Europa, darunter auch in Deutschland, erhältlich.

### Universe (ab 2003)
Bereits mit der Erweiterung der Robots in Disguise-Serie im Jahr 2003 hatte Hasbro begonnen, verstärkt Varianten von Figuren aus früheren Serien zu veröffentlichen. Fortgesetzt wurde dies im selben Jahr mit der kurzlebigen Dinobots-Reihe, die parallel zu Armada exklusiv in Läden der Wal-Mart-Kette erhältlich war und Varianten von Figuren aus Beast Machines und Beast Wars Neo enthielt. Parallel dazu wurden die Exklusivfiguren, die auf der „BotCon“-Convention erhältlich waren, zunehmend professioneller. 2001 erschienen diese nunmehr unter dem Titel Transformers: Expanded Universe.
Ab Mitte 2003 veröffentlichte Hasbro dann eine neue Serie mit dem Titel Transformers: Universe, die parallel zur neuen „Hauptserie“ Transformers: Energon erschien und sich ausschließlich aus Figuren aus früheren Serien zusammensetzte, wobei die Figuren jeweils in neuen Farben und zum Teil auch mit neuen Namen auf den Markt kamen. Viele der Universe-Figuren waren dabei auch wieder exklusiv bei ausgewählten Händlern erhältlich. Letztendlich erwies sich Universe jedoch nicht als großer finanzieller Erfolg für Hasbro, weshalb sich die Serie ab Mitte 2005 auf sporadische Exklusivveröffentlichungen beschränkte, die zuletzt vor allem über Discounter vertrieben wurden. In der Zwischenzeit waren die Exklusivfiguren der offiziellen Transformers-Convention, die aufgrund eines Rechtsstreits unter den Betreibern zwischenzeitlich den Namen „Official Transformers Collectors' Convention“ trug, in den Jahren 2003 und 2004 ebenfalls unter dem Universe-Banner erschienen.
In Europa waren Universe-Figuren nur über Importhändler erhältlich.
Die letzte Figur, deren Anleitung den alten Universe-Schriftzug trug, war eine Auftragsarbeit, die Hasbro infolge des Transformers-Kinofilms für General Motors angefertigt hatte. Die Figur verwandelte sich in einen Chevrolet Aveo und wurde nur bei verschiedenen offiziellen Veranstaltungen Chevrolets, so etwa 2009 in Kanada, als Werbegeschenk verteilt. Zudem wurde die Figur Anfang 2008 auch über den europäischen Chevrolet-Onlinehandel angeboten und war innerhalb weniger Tage ausverkauft. In den USA war die Figur dagegen offiziell nie erhältlich.
2008 begann Hasbro mit der Veröffentlichung einer neuen Universe-Reihe, der zunächst ein anderes Konzept zugrunde lag.

### Smallest Transformers
Mitte 2003 startete Takara eine Reihe mit dem Titel Gokushô Henkei Transformers (wörtlich „die kleinsten verwandelbaren Transformers“). Die jeweils nur wenige Zentimeter großen Figuren waren den Originalfiguren aus den Jahren 1984 und 1985 unmittelbar nachempfunden und erschienen in undurchsichtigen Verpackungen, so dass von außen nicht erkennbar war, welche Figur darin jeweils enthalten war. Die Serie wurde jedoch schon Mitte 2004 eingestellt, obwohl Takara zuvor auf einer Spielzeugmesse noch einige neue Figuren vorgestellt hatte, die nie erscheinen sollten.
In den USA war die Veröffentlichung einiger der Figuren im Rahmen der Universe-Reihe geplant, was jedoch nie verwirklicht wurde.

### Binaltech/Alternators
Nach Ende der Car Robots- bzw. Robots in Disguise-Reihe beschlossen Hasbro und Takara, neben den regulären Reihen wie Armada oder Energon und Neuauflagen älterer Figuren auch eine stärker auf Sammler ausgerichtete Transformers-Reihe herauszubringen. Die Roboter sollten sich diesmal in originalgetreue Fahrzeugmodelle verwandeln lassen, die jeweils von den offiziellen Fahrzeugherstellern lizenziert wurden – bis dahin hatte Hasbro nur die Fahrzeugform einer Figur aus der Robots in Disguise-Serie von Daimler Chrysler lizenzieren müssen. Ferner sollten die Fahrzeuge alle in einem einheitlichen Maßstab von 1:24 gehalten sein, was bis dahin ebenfalls nicht selbstverständlich für Transformers-Spielzeuge war. Bei der Auswahl der Figuren orientierten sich Hasbro und Takara anfangs an beliebten Charakteren aus den Anfangsjahren der Originalserie, doch führte dies zu einigen Problemen, da beispielsweise Porsche und Volkswagen jegliche Beteiligung an „Kriegsspielzeugen“ ablehnten.
Erstmals im Sommer 2003 der Öffentlichkeit vorgestellt, wurde die Serie ab der Jahreswende 2003/2004 in Japan unter dem Namen Transformers: Binaltech und in den USA unter dem Namen Transformers: Alternators veröffentlicht. Während die Alternators-Figuren vollständig aus Plastik bestanden, verwendeten die Binaltech-Versionen auch Fahrzeugteile aus Gusseisen. Beide Versionen der Figuren verfügten zudem über Gummireifen. Unter den verwendeten Fahrzeugformen befanden sich unter anderem ein Subaru Impreza, eine Dodge Viper, ein Jeep Wrangler, eine Chevrolet Corvette, ein Mazda RX-8, ein Ford Mustang und ein Honda S2000. Die Lizenzverträge erlaubten den Autoherstellern ein Mitspracherecht an der Gestaltung der Figuren, so durfte die Hasbro-Version des Honda S2000 beispielsweise über keine als solche erkennbare Waffe verfügen. Takara selbst wiederum willigte erst in die Entwicklung einer Figur, die auf einem Dodge Ram basierte, ein, als Hasbro sich bereit erklärte, die Roboterform als neue Form von Optimus Prime zu gestalten.
2005 ergänzte Takara die Binaltech-Reihe durch die Nebenreihe Binaltech Asterisk, die vollständig aus Varianten bereits erschienener Figuren bestand und zusätzlich über PVC-Figuren verfügte, bei denen es sich um „Fahrerinnen“ handeln sollte. Aufgrund des mangelnden Erfolgs in Japan stellte Takara Anfang 2006 sowohl Binaltech als auch Binaltech Asterisk ein und ersetzte sie durch die kontroverse Reihe Kiss Players. 2007 wurde die Binaltech-Reihe Reihe jedoch in Form von Exklusivveröffentlichungen wiederaufgenommen. 2008 erschienen noch einmal vier weitere Figuren, wobei es sich bei allen seit 2007 erschienenen Figuren um Varianten bereits veröffentlichter Figuren handelte. Hasbro wiederum unterzog die Alternators-Reihe in den USA Ende 2005 einem Neustart, der jedoch auch nicht den erwünschten Erfolg brachte. Zwischen Mitte 2006 und Mitte 2007 konzentrierte sich Hasbro nunmehr ebenfalls auf Exklusivveröffentlichungen. Die letzte neue Alternators-Figur erschien im Sommer 2007.
Zur Binaltech/Alternators-Serie gab es keine Zeichentrickserie, jedoch lag den japanischen Versionen der einzelnen Figuren eine Fortsetzungsgeschichte in Textform bei, die sich inhaltlich direkt auf die Original-Transformers-Zeichentrickserie bezog.
Die Alternators-Figuren wurden von Hasbro ab Anfang 2004 auch in Europa veröffentlicht, jedoch folgte die Veröffentlichung keinem erkennbaren Muster, so erschien nur etwa die Hälfte aller in den USA erhältlichen Figuren in Europa, ferner waren auch nicht alle Figuren in allen Ländern erhältlich. In Deutschland wurden insgesamt nur fünf Figuren offiziell veröffentlicht, die erste davon Anfang 2007.

### Masterpiece/20th Anniversary
Zeitgleich mit dem Start der Alternators/Binaltech-Reihe veröffentlichten Hasbro und Takara anlässlich des zwanzigjährigen Jubiläums der Transformers-Serie eine neue, an Sammler gerichtete Figur, die auf Optimus Prime basierte. Die Entwicklung der Figur hatte drei Jahre gedauert. In Japan kam die Figur Ende 2003 unter der Bezeichnung Masterpiece auf den Markt, während Hasbro die Figur Anfang 2004 als „20th Anniversary Optimus Prime“ veröffentlichte, allerdings zunächst nur außerhalb Europas. Sowohl die Hasbro- als auch die Takara-Version der Figur verwendete neben Plastikteilen auch Metallteile und Gummireifen.
Eine leicht veränderte Neuauflage der Figur wurde von Hasbro Ende 2007 im Rahmen der Classics-Reihe anlässlich der DVD-Neuauflage von Transformers: The Movie zum 20. Jubiläum des Films in den USA veröffentlicht, während in Großbritannien etwa zur selben Zeit die ursprüngliche Version der Figur auf den Markt kam. Takara setzte die Masterpiece-Reihe in Japan derweil in unregelmäßigen Abständen mit neuen Veröffentlichungen fort, so erschienen bis April 2012 insgesamt 11 Figuren innerhalb der Reihe, allerdings sind manche nicht komplett neu entworfen, sondern manchmal handelt es sich auch um so genannte Repaints. Einige der Masterpiece-Figuren wurden von Hasbro später auch in den USA veröffentlicht, wo sie exklusiv in Läden der Supermarktkette Wal-Mart erhältlich waren.
In Deutschland erschien bislang keine der Figuren, bis auf die Hasbro-Masterpiece-Rodimus-Figur, die 2011 in deutschen Toys “R” Us aufzufinden war.

### Superlink/Energon
Die Nachfolgeserie von Micron Densetsu/Armada kam Ende 2003 in Japan unter dem Titel Transformer: Superlink (トランスフォーマー スーパーリンク, Toransufōmā: Sūpārinku) und in den USA unter dem Titel Transformers: Energon auf den Markt, erneut begleitet von einer Zeichentrickserie gleichen Namens. Schwerpunkt der Serie waren auf Seiten der Autobots die „Powerlinx“-Kombinationen (sic), bei denen sich jeweils zwei Roboter zu einem größeren Roboter verbinden ließen. Eine bereits in früheren Serien wie Robots in Disguise und Armada begonnene Tradition wurde hier ebenfalls fortgeführt, so ließ sich Optimus Prime erneut mit diversen anderen Autobots verbinden.
Mini-Cons gab es ebenfalls noch, doch spielte diese nunmehr eine weitaus geringere Rolle als in der Vorgängerserie.
Die zweite Hälfte der Serie, die zahlreiche Farbvarianten der Figuren aus den ersten Wellen enthielt, trug in der Hasbro-Fassung den Untertitel The Powerlinx Battles und umfasste zudem drei neue Teams von je fünf Robotern, die sich zu einem großen Roboter verbinden ließen, in Anlehnung an ähnliche Figuren aus der Originalserie. Die letzten regulären neuen Figuren erschienen in Japan Ende 2004, in den USA Anfang 2005.
Spielzeugfiguren zu Transformers: Energon waren ab 2004 auch in Europa, darunter auch in Deutschland, erhältlich, doch stellte Hasbro die Reihe in Deutschland Anfang 2005 aufgrund schlechter Verkaufszahlen vorzeitig ein.

### Robot Masters
Robot Masters war eine kurzlebige Serie, die ab Mitte 2004 nur in Japan erhältlich war und den Namen Transformers nicht im Titel trug. Die Serie enthielt zum einen, ähnlich wie Hasbros Universe-Reihe, Farbvarianten von Figuren aus früheren Serien, zum anderen aber auch komplett neue, modernisierte Spielzeugfiguren zu Charakteren aus früheren Serien, darunter Optimus Prime und Starscream aus der Originalserie oder Optimus Primal und Megatron aus Beast Wars. Die Auswahl der neuen Figuren beschränkte sich jedoch sehr schnell primär auf verschiedene Inkarnationen von Optimus Prime bzw. „Convoy“, wie die Figur in Japan heißt. Mitte 2005 wurde die Reihe in Japan eingestellt.
Zu Robot Masters gab es keine Zeichentrickserie in dem Sinne, jedoch gab es dennoch eine Hintergrundgeschichte, die in Form von Mini-Comics und DVDs mit kurzen computeranimierten Episoden, die einigen der Figuren beilagen, erzählt wurde, ferner gab es auch auf der Takara-Webseite kurze Comicgeschichten mit den Robots Masters-Figuren.

### Galaxy Force/Cybertron
Der dritte Teil der von Hasbro-Mitarbeiter Aaron Archer als „Unicron Trilogy“ bezeichneten Dreiergruppe, zu der auch Armada und Energon gehörten, kam in Japan Ende 2004 unter dem Titel Transformer: Galaxy Force (トランスフォーマー ギャラクシーフォース, Toransufōmā: Gyarakushī Fōsu) auf den Markt, in den USA dagegen erst im Sommer 2005 unter dem Titel Transformers: Cybertron. Auch diesmal gab es wieder eine Zeichentrickserie gleichen Namens.
Genau wie die Vorgängerserien wies auch Cybertron wieder ein serienübergreifendes Konzept auf: So lag jeder Cybertron-Figur ein „Cyber Key“ („Cyber-Schlüssel“, in Japan als „Force Chip“ bezeichnet) bei, der ähnlich wie die Mini-Cons aus Armada versteckte Funktionen der Transformers-Figuren aktivieren konnte. Auch Mini-Cons gab es wieder einige, doch genau wie im Falle der Energon-Reihe spielten diese auch hier keine annähernd so große Rolle wie in der Armada-Reihe.
Eine der größten Figuren der Reihe war Primus, der ursprünglich von Autor Simon Furman für die Transformers-Comicserie von Marvel erfundene „Schöpfer“ der Transformers, der sich in Cybertron, die Heimatwelt der Transformers, verwandeln ließ. Dementsprechend trug die zweite Hälfte der Reihe in den USA den Untertitel Primus Unleashed. In den USA erschienen die letzten neuen Cybertron-Figuren Ende 2006, in Japan dagegen wurde die reguläre Galaxy Force-Reihe bereits Ende 2005 aufgrund schlechter Verkaufszahlen vorzeitig eingestellt und die letzten großen Figuren, darunter auch Primus, lediglich als Sonderveröffentlichungen auf den Markt gebracht.
In einigen Ländern Europas waren Cybertron-Spielzeugfiguren ab Mitte 2005 erhältlich, in Deutschland, wo die Vorgängerserie Anfang 2005 vorzeitig eingestellt wurde, kamen dagegen die ersten Figuren erst zur Jahreswende 2006/2007 auf den Markt. Die Auswahl der Figuren beschränkte sich hier zunächst auf einige Primus Unleashed-Figuren, erst danach wurden dann auch die Figuren vom Anfang der Serie veröffentlicht.

### Star Wars Transformers und Crossovers
Seit Ende 2005 veröffentlicht Hasbro eine Crossover-Reihe namens Star Wars Transformers, deren Figuren sich von bekannten Star-Wars-Fahrzeugen und -Raumschiffen in Mech-Nachbildungen von deren Piloten, darunter bekannte Figuren wie Darth Vader, Luke Skywalker oder Obi-Wan Kenobi, verwandeln. Den ursprünglichen Spielzeugfiguren lagen noch kleine Versionen der Piloten bei, um zu verdeutlichen, dass es sich bei den Robotern lediglich um gesteuerte Maschinen handeln soll, jedoch wurden die Piloten bei späteren Figuren aus Kostengründen weggelassen. Die Figuren werden von Hasbros Star-Wars-Abteilung in Rücksprache mit den Transformers-Designern entwickelt, wobei TakaraTomy nicht an der Entwicklung beteiligt ist. Eine Hintergrundgeschichte zu den Star Wars Transformers wird bislang nur in Form von Texten, die auf den Spielzeugverpackungen abgedruckt sind, erzählt.
2008 wurden die Star Wars Transformers dann in eine neue Reihe mit dem Obertitel Transformers Crossovers integriert. Neben den Star Wars Transformers gehören dazu nun auch die Marvel Transformers, bei denen es sich um Roboter-Versionen von Marvel-Superhelden wie Spider-Man, Wolverine, Iron Man oder dem Hulk handelt, die sich in Motorräder, Autos, Flugzeuge oder Panzer verwandeln. Auch die Hintergrundgeschichte zu den Marvel Transformers gibt es bislang nur in Form von Texten auf den Spielzeugverpackungen.

### Titanium Series
Seit 2006 veröffentlichte Hasbro unter dem Titel Titanium Series eine Reihe von Figuren, die zum Teil aus Metall bestanden. Produziert wurden die Figuren von Galoob, seit 1998 eine Tochtergesellschaft Hasbros. Neben Figuren zu Star Wars beinhaltete die Titanium Series auch ein eigenes Transformers-Segment. Bei den Figuren handelte es sich zum einen um nicht verwandelbare, etwa 8 cm (3 Inch) große Figuren, die von Händlern auch unter dem Namen „Robot Masters“ geführt wurden, sowie um verwandelbare, etwa 15 cm (6 Inch) große Figuren mit dem Händlernamen „Cybertron Heroes“.
Die Auswahl der Figuren beinhaltete nicht nur Charaktere aus der Originalserie, den Beast Wars und Beast Machines, Robots in Disguise, der Alternators-Serie und zuletzt sogar aus dem Kinofilm von 2007, sondern auch Figuren, die auf Designs aus der Comicserie Transformers: The War Within aus dem Verlag Dreamwave Productions basierten. War Within-Zeichner Don Figueroa selbst war auch an der Entwicklung der Figuren beteiligt. Die Verkaufszahlen der Reihe waren jedoch nicht besonders gut, weshalb viele Figuren erst mit Verzögerung im Herbst 2007 erschienen und die Reihe schließlich komplett eingestellt wurde. Einige bereits produzierte Nachzügler sollen 2008 als Exklusivveröffentlichungen nachgereicht werden, während einige weitere Prototypen, die Hasbro im Rahmen der BotCon 2007 präsentierte, nie in Serie gingen. 2009 erschienen noch einmal einige Figuren, diesmal jedoch ausnahmslos Varianten und Neuauflagen bereits zuvor veröffentlichter Figuren.
In Japan erschienen lediglich einige Figuren aus der Titanium Series als Importe, und auch in Deutschland waren nur wenige Figuren erhältlich.

### Kiss Players
Nach der vorübergehenden Einstellung der Binaltech-Reihe veröffentlichte Takara einige ursprünglich für diese Reihe entwickelte Figuren, die von Hasbro im Rahmen der Alternators-Reihe herausgebracht wurden, in Japan ab Mitte 2006 in Form einer neuen Serie mit dem Titel Transformers: Kiss Play (mit dem englischen Zusatztitel Kiss Players), die nach dem vorzeitigen Ende von Galaxy Force zugleich die neue Haupt-Transformers-Spielzeugserie Takaras darstellen sollte. Statt einer Zeichentrickserie wurde die Hintergrundgeschichte diesmal in Form einer Radiohörspielreihe erzählt.
Der Schwerpunkt der Reihe lag diesmal neben den eigentlichen Transformers-Figuren, die sich wie schon im Falle der Binaltech-Reihe in lizenzierte Fahrzeuge im Maßstab 1:24 verwandeln ließen, auf ebenfalls enthaltenen PVC-Figuren, bei denen es sich um weibliche „Fahrer“ handeln sollte. Zwar gab es letztere auch schon in der kurzlebigen Ablegerserie Binaltech Asterisk, doch wurde das Aussehen der Fahrerinnen für die Kiss Players-Serie deutlich stärker auf „jung“ getrimmt, um auf diese Weise neben Transformers-Fans auch potentielle Käufer aus der Moe-Szene zu gewinnen. Die betreffenden Figuren wurden dementsprechend in allen offiziellen Werbeabbildungen zur Reihe sehr stark in den Vordergrund gerückt. Die Radiohörspiele enthielten zudem zahlreiche sexuelle Doppeldeutigkeiten, ferner wiesen auch offizielle Manga-Geschichten in japanischen Magazinen zahlreiche visuelle Doppeldeutigkeiten, die in den Augen vieler Fans bereits die Grenze zur Pornographie überschritten, auf. Selbst Hasbro-Mitarbeiter äußerten Unverständnis über die von Takara mit dieser Serie eingeschlagene Richtung.
Letztendlich sollte die Kiss Players-Reihe jedoch nur drei Transformers-Figuren im Maßstab 1:24 inklusive PVC-Fahrerinnen, eine größere PVC-Figur mit Miniatur-Transformers-Figur sowie einige Exklusivveröffentlichungen, darunter auch Farbvarianten von Figuren aus früheren Reihen, umfassen. Die letzte Exklusivfigur erschien Anfang 2007.

### Classics/Henkei! Henkei!
Als nächste Transformers-Spielzeugserie nach dem Ende von Cybertron hatte Hasbro ursprünglich die Figuren zu Michael Bays Kinofilm vorgesehen. Da dieser jedoch zwischenzeitlich von 2006 auf 2007 verschoben worden war, veröffentlichte Hasbro zwischen Herbst 2006 und Anfang 2007 eine kurze Füllserie zur Überbrückung. Den Schwerpunkt bildeten Figuren, bei denen es sich um modernisierte Neuinterpretationen von „klassischen“ Charakteren wie Optimus Prime, Megatron oder Bumblebee handelte. Megatron ließ sich hier das erste Mal seit 1984 wieder in eine Handfeuerwaffe verwandeln, die Spielzeugwaffen aus Hasbros Nerf-Reihe nachempfunden war.
Unter Fans allgemein unter dem Namen Classics bekannt (ein Name, der zumindest auch auf der Hasbro-Webseite zum Einsatz kam), verzichteten die Figuren selbst auf diesen Titel und trugen auf der Verpackung selbst stattdessen nur den Titel Transformers: Robots in Disguise, lediglich die Preissegmente waren als Classic Deluxe bzw. Classic Voyager ausgezeichnet. Hinzu kamen zahlreiche andere Figuren wie neue Mini-Cons und Exklusivveröffentlichungen, ferner auch eine Neuauflage der „20th Anniversary Optimus Prime“-Figur, die anlässlich der Veröffentlichung einer neuen DVD-Fassung des Zeichentrickfilms The Transformers: The Movie durch Sony BMG erschien.
Nach Ende der Spielzeugreihe zum Kinofilm veröffentlichte Hasbro eine neue Serie, die wieder den Titel Transformers: Universe trug und das Classics-Konzept in leicht abgewandelter Form fortsetzte.
In Japan erschienen die Classics-Figuren erst ab Frühjahr 2008 unter dem Titel Transformers: Henkei! Henkei!. Nachdem sämtliche von Hasbros Classics-Figuren im Rahmen der Henkei-Reihe erschienen waren, wurde diese mit den neuen Figuren aus Hasbros neuer Universe-Reihe fortgeführt.
In einigen Ländern Europas waren die Classic-Figuren ebenfalls erhältlich. In Deutschland dagegen erschien nur ein Doppelpack mit dem Namen The Ultimate Battle.

### Transformers (Kinofilm 2007)
Auch zu Michael Bays Realverfilmung Transformers, der 2007 ins Kino kam, erschien eine Spielzeugserie. Aufgrund des großen Produktionsvorlaufs der Spielzeugfiguren übte Hasbro Druck auf Michael Bay aus, damit dieser möglichst frühzeitig eine Auswahl der im Film auftretenden Transformers-Charaktere traf sowie die dazugehörigen Figurendesigns fertigstellen ließ. Für die erfahrenen Designer bei Hasbro und Takara bzw. TakaraTomy stellten die komplexen Filmdesigns, die von Industrial Light & Magic entwickelt wurden, eine große Herausforderung dar, da sich diese deutlich von der schlichteren Ästhetik früherer Transformers-Spielzeuge unterschieden.
Anders als im Falle von früheren Transformers-Serien, bei denen sich zumeist Hasbro und Takara die Rechte an den Spielzeugdesigns teilen, kommen hier zwei weitere Parteien hinzu, da Paramount beziehungsweise ILM die Rechte an den Roboterdesigns hält, während die Fahrzeugformen von General Motors, Saleen, Force Protection Industries, der Sikorsky Aircraft Corporation und der Lockheed Martin Corporation lizenziert wurden.
Die Spielzeugreihe zum Film erschien in den USA ab Mai bzw. Juni 2007 und umfasste verschiedene Größenklassen, wobei viele der Filmcharaktere in mehreren Größen erhältlich waren. Übergreifendes Konzept war diesmal die „Automorph Technology“, bei der mit Hilfe von versteckten Zahnrädern, Hebeln und Federn ein Teil der Verwandlung automatisch einen anderen Teil auslöst. Angesichts der geringen Anzahl an Transformers-Charakteren im Film erweiterte Hasbro die Auswahl der Spielzeugfiguren unter anderem um ungenutzte Filmdesigns sowie Figuren, die in Kooperation zwischen Activision und Hasbro als „Drohnen“ für die Videospiel-Umsetzung des Films entwickelt wurden. Darüber hinaus veröffentlichten sowohl Hasbro als auch TakaraTomy zahlreiche Farbvarianten und Sammelpacks, die jeweils exklusiv bei ausgewählten Händlern erhältlich waren, ferner wurde auch auf Varianten von Figuren aus früheren Reihen zurückgegriffen. Spielzeugfiguren der menschlichen Filmcharaktere gab es dagegen nur im Rahmen der „Screen-Battles“-Packs.
Zwar war Hasbro nicht direkt an den Filmeinnahmen beteiligt, hatte dafür jedoch als Inhaber der Rechte an der Transformers-Marke den Vorteil, an den Spielzeugfiguren mehr zu verdienen als mit Fremdlizenzen wie Spider-Man oder Star Wars. Zudem war es Hasbro so möglich, über 240 Lizenzen an Drittunternehmen zu vergeben. Zumindest in den USA war der Erfolg so groß, dass Hasbro bereits im Juli drei Millionen Transformers-Spielzeugfiguren aus der Filmreihe verkauft hatte, wobei die US-Supermarktkette Wal-Mart zur selben Zeit mehr als fünf Millionen Dollar mit den (Film-)Transformers eingenommen hatte. Im dritten Quartal 2007 konnte Hasbro so einen Nettozuwachs von 18 % gegenüber dem Vorjahr verbuchen, was in erster Linie auf die Transformers sowie Spielzeuge zu verschiedenen Marvel-Filmen zurückgeführt wurde. Aufgrund des großen finanziellen Erfolgs in den USA lief die Spielzeugreihe auch Monate nach Erscheinen des Films auf DVD noch weiter, erweitert durch die Unterreihen „Allspark Power“ und die „Premium Series“ während der offizielle Start der nachfolgenden Reihe, Transformers: Animated, auf Juni 2008 verschoben wurde.
Insgesamt umfasste das Spielzeugangebot Hasbros zum Film eine breite Palette an verschiedenartigen Produkten. Neben den „klassischen“ verwandelbaren Figuren und der eher an ältere Sammler gerichteten „Premium Series“ gab es andererseits auch Rollenspiel-Zubehörteile sowie vergleichsweise einfach bis überhaupt nicht verwandelbare Spielzeuge, die zumeist auf eine jüngere Zielgruppe abzielen. Die Mindestaltersempfehlung liegt in einigen Fällen bei gerade mal drei Jahren. Da der Film selbst in den USA jedoch die Altersfreigabe „PG-13“ erhalten hatte, wurde Hasbro dafür von einer Elternvereinigung kritisiert.
In Deutschland erschienen die Spielzeugfiguren zum Film ebenfalls ab Mai bzw. Juni 2007, allerdings in erster Linie die „regulären“ Veröffentlichungen. Von den Farbvarianten und Sammelpacks, die in den USA exklusiv bei ausgewählten Ladenketten erhältlich waren, schafften es nur wenige nach Deutschland.

### Takara-Labels
2007 begann TakaraTomy mit der Veröffentlichung zumeist kurzlebiger Reihen, die auf Kooperationen mit verschiedenen anderen Firmen basieren. Den Anfang machte das Sports Label, das neue Versionen von Convoy (Optimus Prime) und Megatron beinhaltete, die sich in lizenzierte Nachbildungen von Nike-Turnschuhen verwandeln ließen. Im selben Jahr folgte das Music Label mit Convoy als iPod-Dockstation oder Soundwave als funktionierendem MP3-Player.
2009 machte TakaraTomy mit dem Disney Label weiter, angefangen mit einer Kreuzung aus Optimus Prime und Micky Maus. Als Nächstes geplant ist eine Kreuzung aus Bumblebee und Donald Duck. Ebenfalls 2009 erschien das Device Label mit bekannten Transformers-Charakteren, die sich in funktionierende USB-Sticks oder optische Mäuse verwandeln lassen. Das Chrono Label, dessen Figuren sich in funktionierende Armbanduhren verwandeln lassen sollten, war ebenfalls angekündigt, wurde jedoch aufgrund zu weniger Vorbestellungen gestrichen.

### Transformers: Animated
Die neue Transformers-Spielzeugserie für das Jahr 2008 trug den Titel Transformers: Animated. Genau wie die vorangegangenen Serien (mit Ausnahme der Spielzeugreihe zum Kinofilm) wurde auch diesmal die Spielzeugreihe parallel zur Produktion der gleichnamigen Zeichentrickserie entwickelt, wobei letztere im Gegensatz zu den vorangegangenen Serien der „Unicron Trilogy“ von Hasbro und dem Sender Cartoon Network entwickelt wurde, während sich TakaraTomys Rolle genau wie im Falle des Kinofilms auf die Entwicklung der Spielzeugfiguren beschränkte. Federführend bei der Entwicklung der Serie war Hasbro-Designer Eric Siebenaler.
Das Aussehen der Charaktere stellte abermals eine deutliche Abkehr von der Ästhetik früherer Reihen dar, so weisen sowohl die Roboterdesigns als auch die Verwandlungsformen einen sehr cartoonhaften Stil auf. Die Auswahl der Charaktere orientiert sich erneut zum Teil an beliebten Charakteren aus der Originalserie, wobei jedoch auch neue Versionen von Charakteren aus der Beast Wars-Serie sowie völlig neue Charaktere enthalten sind. Genau wie im Falle der Spielzeugserie zum Film sind auch von vielen der Animated-Charaktere Figuren in unterschiedlichen Größen erhältlich.
In den USA wurde der Start der Animated-Spielzeugreihe aufgrund des großen Erfolgs der Spielzeugreihe zum Film auf Juni 2008 verschoben, obwohl die Zeichentrickserie bereits seit Dezember 2007 auf Cartoon Network ausgestrahlt wurde. Bereits Anfang 2009 wurde die Animated-Reihe in den USA aufgrund der bevorstehenden Veröffentlichung der Spielzeugfiguren zur Kino-Fortsetzung Transformers – Die Rache eingestellt. Einige noch geplante Figuren erscheinen derzeit nach eine mehrmonatigen Pause, einige davon exklusiv in Läden einzelner Ketten.
In Deutschland erschien die Spielzeugserie ebenfalls seit Mitte 2008, kam jedoch lange Zeit in keiner Preisklasse über die ersten Veröffentlichungen hinaus. Erst nach vielen Monaten tauchten weitere Veröffentlichungen in einigen Läden auf. In Japan ist eine Veröffentlichung der Animated-Serie für 2010 angekündigt.

### Universe (2008)
Im Jahr 2008 startete neben der Animated-Reihe auch eine neue Reihe mit dem Titel Transformers: Universe. Im Gegensatz zur vorherigen Reihe dieses Namens war die neue Reihe zunächst in erster Linie als Fortführung der Classics-Reihe unter neuem Namen konzipiert, so standen im Mittelpunkt abermals modernisierte Neuinterpretationen von „klassischen“ Charakteren aus der Originalserie. Auch Farbvarianten von Figuren aus früheren Reihen wie Cybertron oder der Classics-Reihe erschienen jedoch, letztere in vielen Fällen wiederum exklusiv in bestimmten Ladenketten erhältlich. Genau wie im Falle von Animated wurden auch die regulären Universe-Preissegmente aufgrund des bevorstehenden Starts der Spielzeugserie zu Film Transformers: Die Rache bereits Anfang 2009 eingestellt, im Anschluss erschienen jedoch noch einige weitere Farbvarianten und Sammelpacks früherer Figuren, abermals exklusiv bei ausgewählten Händlern.
In Japan erschienen die neuen Universe-Figuren ebenfalls innerhalb der Henkei! Henkei!-Reihe. Auch in Deutschland erschienen einige der Universe-Figuren.

### Revenge of the Fallen
Seit Ende Mai 2009 erscheinen in den USA, Japan und Europa die Spielzeugfiguren zum neuen Kinofilm Transformers – Die Rache unter dem Originaltitel Transformers: Revenge of the Fallen. Bei einigen der Figuren handelt es sich um leicht überarbeitete Neuauflagen der Figuren zum ersten Film, während andere Figuren von Grund auf neu entwickelt wurden, darunter sämtliche in Die Rache neu auftretenden Transformers. Das übergreifende Konzept der neuen Figuren trägt diesmal den Namen „Mech Alive“ und besteht aus sichtbaren Nachbildungen mechanischer Innereien, die bei der Verwandlung zu sehen sind. Wie im Falle des ersten Films erscheinen auch diesmal wieder viele der im Film auftretenden Roboter in verschiedenen Größen und Ausführungen. Hinzu kommen erneut weitere Figuren, die im Film nicht auftreten, sowie Farbvarianten bereits erschienener Figuren, zum Teil unter anderen Namen, und verschiedene einzelne und als Sammelpacks veröffentlichte Varianten von Figuren, die exklusiv bei ausgewählten Händlern erhältlich sind. Neu hinzu kommt das „Human Alliance“-Preissegment, das neben Transformers-Robotern auch erstmals Actionfiguren zu einigen der menschlichen Filmrollen enthält.
Genau wie im Falle der Spielzeugreihe zum ersten Film erweiterte Hasbro die Produktvielfalt auch diesmal wieder weit jenseits der klassischen verwandelbaren Figuren. Neben Rollenspiel-Zubehör und speziell an ältere Sammler gerichteten Figuren besteht eine weitere Neuerung in den nicht verwandelbaren „R.P.M.“-Modellautos („Robot Powered Machines“), die eine Konkurrenz zu Mattels Hot-Wheels- und Matchbox-Reihen darstellen. Hasbro veröffentlichte sogar eine dazu passende Rennbahn, die dem Decepticon Devastator nachempfunden wurde.
Ab Ende 2009 trug die Reihe den Untertitel N.E.S.T. Global Alliance und bot einige neue Figuren, die zum Teil erneut auf Fahrzeugen aus dem Film basieren, sowie Farbvarianten und modifizierten Versionen bereits veröffentlichter Figuren.
Insgesamt zählen die Transformers-Spielzeuge, in erster Linie die Revenge of the Fallen-Reihe, zu den Produkten, die trotz der Rezession infolge der Wirtschaftskrise weiter florierten.
In Deutschland kamen die ersten Figuren ebenfalls Ende Mai auf den Markt, doch auch hier erfolgte die Veröffentlichung neuer Figuren über die erste Veröffentlichungswelle hinaus wieder mit deutlichem Abstand gegenüber den USA.

### Transformers (2010)
Ab Frühjahr 2010 veröffentlichte Hasbro neue Spielzeuge unter dem schlichten Titel Transformers. Trotz des einheitlichen Verpackungsdesigns lässt sich die Reihe in zwei Unterkategorien einteilen:
Unter dem Untertitel Hunt for the Decepticons wurde in erster Linie die Revenge of the Fallen-Reihe fortgesetzt. Abermals erschienen neue, zum Teil von den Filmen inspirierte Figuren, ebenso Varianten und Modifikationen bereits erschienener Figuren, aber auch komplett neue Figuren zu einigen der Hauptfiguren aus den Filmen.
Unter dem Untertitel Power Core Combiners wiederum veröffentlichte Hasbro komplett neue Figuren, die zumeist nur vage an ältere Charaktere angelehnt sind und zum Teil sogar komplett neue Namen trugen. Die Figuren sind miteinander kombinierbar und beschränken sich auf zwei Preissegmente.

### Generations
Parallel zur schlicht Transformers betitelten Serie veröffentlichte Hasbro ab 2010 auch die Reihe Transformers: Generations, die sich auf das „Deluxe“-Preissegment beschränkt und in erster Linie eine Fortsetzung der Classics- und der zweiten Universe-Reihe darstellt. Bei den Figuren handelt es sich zum Teil um Farbvarianten von Universe-Figuren, aber auch um neue Figuren im selben Stil, darunter auch eine Spielzeugfigur von Drift, der ursprünglich für die Comics des Verlags IDW Publishing erfunden wurde. Ferner erscheinen unter dem Generations-Titel auch Figuren, die auf dem Videospiel Transformers: Kampf um Cybertron basieren.

## Andere Medien
Neben den Spielzeugserien gab es zu den Transformers im Laufe der Jahre auch immer wieder Comic- und Fernsehserien, Videospiele und sogar Kinofilme, deren Zweck zumeist darin bestand, die jeweilige Spielzeugserie zu bewerben.

### Fernsehserien
Die ursprüngliche Zeichentrickserie mit dem Titel The Transformers (unter Fans heute auch unter dem Titel „Generation 1“ bekannt, den sogar Hasbro selbst mittlerweile verwendet) wurde ab dem 17. September 1984 im amerikanischen Fernsehen ausgestrahlt. Das Aussehen der Spielzeugfiguren wurde stark überarbeitet, was in vielen Fällen dazu führte, dass die Zeichentrickfiguren kaum noch Ähnlichkeit mit ihren Spielzeuggegenstücken aufwiesen. Produziert wurde die Serie von Marvel Productions und Sunbow Productions, für die Animation war zunächst das japanische Studio Toei und in späteren Staffeln dann vermehrt das koreanische Studio Akom zuständig. 1986 kam nach Ende der zweiten Staffel der Zeichentrickfilm The Transformers: The Movie ins Kino, der im Jahr 2005, 20 Jahre nach der zweiten Staffel, spielte und den Zweck verfolgte, neue Spielzeugfiguren einzuführen. Im Anschluss an den Film folgten noch eine dritte und vierte Staffel, wobei letztere nur noch drei Folgen umfasste, da Hasbro und Sunbow beschlossen, die Serie einzustellen.
In Deutschland war die Serie 1985 für Haushalte mit Kabelfernsehen in der englischsprachigen Originalfassung, die auf dem britischen Sky Channel ausgestrahlt wurde, zu empfangen, bis selbiger im Kabelnetz durch Eurosport ersetzt wurde. Eine deutschsprachige Fassung der Serie wurde dagegen erst ab dem 7. April 1989 auf RTL plus ausgestrahlt, wobei die Reihenfolge der Episoden keinem erkennbaren Schema folgte und bis zum 29. Februar 1992 nur 39 von insgesamt 98 Episoden ausgestrahlt wurden. Für die Synchronisation war hier die Polyband GmbH aus München zuständig. Sowohl in den USA als auch in Deutschland wurde die Serie auch auf DVD veröffentlicht, jedoch beschränkt sich die Auswahl der auf den deutschen Boxen enthaltenen Folgen auf wenige der von RTL ausgestrahlten Episoden, wobei eine inhaltliche Reihenfolge erneut nicht erkennbar ist.
In Japan wurde 1985 eine synchronisierte Fassung der ersten beiden Staffeln der US-Zeichentrickserie unter dem Titel Tatakae! Cho Robot Seimeitei Transformers ausgestrahlt, 1986 gefolgt von der dritten US-Staffel mit dem neuen Titel Transformers: 2010. Die vierte US-Staffel wurde in Japan nicht gezeigt, stattdessen ließ Takara 1987 eine neue Zeichentrickserie mit dem Titel Transformers: The Headmasters produzieren, die an die letzte Folge der dritten US-Staffel anknüpfte. Es folgten zwei weitere Serien mit den Titeln Transformer: Chōjin Masterforce (1988) und Transformers: Victory (1989), während zur geplanten Folgeserie Transformers: Zone nur noch eine Folge produziert wurde, die 1990 als Original Video Animation erschien. Headmasters, Masterforce und Victory wurden später vom Sender RTM aus Malaysia ins Englische synchronisiert, jedoch liefen die Folgen weder in den USA noch in Deutschland im Fernsehen.
Zur Spielzeugserie Transformers: Generation 2 wurde in den USA zwischen 1993 und 1995 eine Zeichentrickserie ausgestrahlt, bei der es sich jedoch lediglich um Episoden der Originalserie mit neuen Computereffekten handelte. Insgesamt wurden 51 Folgen ausgestrahlt, 26 davon ab April 1994 auch in Deutschland, wobei RTL den Kinofilm The Transformers: The Movie unter dem deutschen Titel Transformers – Der Kampf um Cybertron als „Pilotfilm“ verwendete. Die Synchronisation wich hier von derjenigen der Originalserie ab, so wurden beinahe sämtliche Rollen mit anderen Sprechern besetzt. Einige Folgen wurden auf diese Weise auch ein zweites Mal synchronisiert.
Zur Beast Wars-Serie produzierte das kanadische Unternehmen Mainframe Entertainment (heute Rainmaker Entertainment) eine computeranimierte Fernsehserie. Produzenten und Hauptautoren der Serie waren Bob Forward und Larry DiTillo. Die beiden setzten sich bald aktiv mit der Fanszene im Internet auseinander und bauten als Konsequenz zahlreiche Bezüge zur Originalserie in die neue Serie ein. Die Serie umfasste drei Staffeln mit insgesamt 52 Folgen, die von April 1996 bis Mai 1999 in den USA ausgestrahlt wurden.
In Japan wurde zunächst eine synchronisierte Fassung der ersten Staffel mit 26 Folgen ausgestrahlt. Da die zweite und dritte Staffel jedoch jeweils nur 13 Folgen umfassen sollten, ließ Takara zunächst zwei weitere Serien mit den Titeln Beast Wars II und Beast Wars Neo produzieren, die im Gegensatz zur US-Serie wieder über klassische Cel-Animation verfügten und zu denen jeweils eigene Spielzeugfiguren erschienen. Im Anschluss wurden eine synchronisierte Fassung der zweiten und dritten US-Staffel unter dem Titel Beast Wars Metals ausgestrahlt.
In Deutschland wurde die erste Staffel der US-Beast Wars-Serie ab April 1998 in einer von Planet Wave synchronisierten Fassung auf RTL II ausgestrahlt, die zweite und dritte Staffel dagegen liefen nie im deutschen Fernsehen.
Nachfolger der Beast Wars war die ebenfalls von Mainframe produzierte Serie Beast Machines. Diese stellte zwar inhaltlich eine direkte Fortsetzung der Vorgängerserie dar, und es kamen auch viele Charaktere aus dieser mit denselben Sprechern wieder vor, doch wurde dafür das komplette Kreativteam der Serie ausgetauscht. Verantwortlich für die Richtung der Serie war nunmehr Bok Skir. Die Serie überdauerte zwei Staffeln mit insgesamt 26 Folgen, die von 1999 bis 2001 ausgestrahlt wurden.
In Japan wurde Beast Machines erst zur Jahreswende 2004/2005 unter dem Titel Beast Wars Returns auf einem Satellitensender ausgestrahlt. In Deutschland lief die komplette Serie, synchronisiert von Arena Synchron, ab 2000 auf dem zu Premiere gehörenden Sender K-Toon. 2007 wurde die Serie in Deutschland zudem in zwei Staffelboxen auf DVD veröffentlicht.
2000 wurde in Japan die wieder klassisch animierte Zeichentrickserie Transformers: Car Robots ausgestrahlt, die auf der gleichnamigen Spielzeugserie basierte und 39 Folgen umfasste. Inhaltlich wies Car Robots keine direkten Bezüge zu früheren Transformers-Serien auf, weshalb die Serie bis zu einer gegenteiligen Erklärung Takaras im Jahr 2007 von vielen Fans als eigenständiges Universum angesehen wurde.
In den USA hatte Hasbro ursprünglich eine Nachfolgeserie zu Beast Machines mit dem Titel Transtech geplant, doch aufgrund der negativen Fanreaktionen auf Beast Machines sowie genereller finanzieller Schwierigkeiten bei Hasbro – die Firmenzentrale in Cincinnati wurde geschlossen und nach Rhode Island zurückverlegt, viele Mitarbeiter wurden entlassen – kam die Serie nie über die Planungsphase hinaus. Stattdessen vereinbarte Hasbro mit Takara die Entwicklung von drei neuen Serien. Um die Zeit bis zur Fertigstellung zu überbrücken, veröffentlichte Hasbro 2001 die Spielzeugfiguren aus der Car Robots-Serie unter dem Titel Transformers: Robots in Disguise. Denselben Titel trug auch die synchronisierte Fassung der Zeichentrickserie, die auf dem Sender Fox Kids ausgestrahlt wurde. Die Synchronisation nahm sich dabei viele Freiheiten gegenüber der japanischen Originalfassung, so enthielten die Dialoge zahlreiche Easter Eggs in Form von Verweisen auf frühere Transformers-Serien. Infolge der Terroranschläge am 11. September 2001 wurden jedoch viele der späteren Folgen erst mit Verzögerung oder sogar überhaupt nicht ausgestrahlt, einige davon zudem auch nur in gekürzter oder anderweitig bearbeiteter Fassung.
In Deutschland erscheinen zwar Spielzeugfiguren aus der Robots in Disguise-Serie, die Zeichentrickserie lief jedoch nie im deutschen Fernsehen.
Die erste der drei von Hasbro und Takara gemeinsam entwickelten Zeichentrickserien trug in Japan den Titel Transformers: Micron Densetsu („Legende der Microns“) und in den USA den Titel Transformers: Armada. Produziert wurde die Serie von dem Unternehmen Aeon (später We've, Inc.) und zuerst in japanischer Sprache vertont, jedoch ab Mitte 2002 zuerst in den USA auf dem Sender Cartoon Network ausgestrahlt, wobei das kanadische Unternehmen Voicebox für die Synchronisation ins Englische zuständig war. Inhaltlich stellte Armada ein komplett eigenständiges Universum dar und basierte nicht unmittelbar auf früheren Transformers-Serien. Für die Ausstrahlung in Japan ab Anfang 2003 wurden einige Änderungen am Bildmaterial vorgenommen, um diverse Animationsfehler zu korrigieren. Die Serie umfasste insgesamt 52 Folgen, von denen 20 zur Jahreswende 2003/2004 auch in Deutschland auf RTL 2 ausgestrahlt wurden, synchronisiert von PPA Film. 2008/2009 wurde die Serie in Deutschland in zwei Staffelboxen auf DVD veröffentlicht, wobei 17 der von RTL 2 nicht ausgestrahlten Folgen ebenfalls über eine deutsche Tonspur verfügen, jedoch die anderen 13 Folgen verfügen nur über deutsche Untertitel. Im März 2011 sollte eine DVD-Box mit allen 52 Folgen der Serie veröffentlicht werden.
Der Nachfolger von Armada trug in Japan den Titel Transformers: Superlink und in den USA den Titel Transformers: Energon. Die Serie wurde abermals von We've produziert, allerdings stellte die Animation diesmal eine Kombination aus klassischer Cel-Animation und computergeneriertem Cel Shading dar. Die Serie, die eine direkte Fortsetzung von Armada darstellte, umfasste erneut 52 Folgen und wurde erneut zuerst in japanischer Sprache vertont und anschließend von Voicebox ins Englische synchronisiert. Im Gegensatz zu Armada lief Energon ab Ende 2003 nahezu zeitgleich im japanischen und amerikanischen Fernsehen, allerdings wurde in der amerikanischen Fassung aus unbekannten Gründen eine Folge ausgelassen. In Deutschland wurde Energon nie ausgestrahlt, obwohl viele der Spielzeugfiguren erschienen.
Die letzte der drei gemeinsam produzierten Serien trug in Japan den Titel Transformers: Galaxy Force und in den USA den Titel Transformers: Cybertron. Produziert wurde die Serie erneut von We've, für die Animation, die erneut eine Kombination aus klassischer Cel-Animation und Cel Shading darstellte, war diesmal das japanische Studio Gonzo zuständig. In Japan wurde die Serie, die erneut 52 Folgen umfasste, von Ende 2004 bis Ende 2005 ausgestrahlt, in den USA dagegen erst ab Mitte 2005 auf Cartoon Network, wobei die ersten zwei Folgen zusammengeschnitten und die fehlenden Szenen am Ende der Serie als „neue“ Folge nachgereicht wurden. Für die englische Synchronisation war erneut Voicebox verantwortlich. Inhaltlich sollte die Serie in Japan zunächst unabhängig von den beiden Vorgängerserien sein, was jedoch in der englischen Synchronfassung widerrufen wurde, und auch TakaraTomy bestätigte diese Verknüpfung der Serien 2007 im Nachhinein offiziell. In Deutschland wurden die ersten 26 Folgen Anfang 2007 auf Kabel 1 ausgestrahlt, für die Synchronisation war Studio Hamburg Synchron verantwortlich.
Die Zeichentrickserie Transformers: Animated, die im Fahrwasser von Michael Bays Kinofilms erschien, wurde von Hasbro in Zusammenarbeit mit dem Sender Cartoon Network entwickelt, der von Ende 2007 bis Mitte 2009 42 Folgen in drei Staffeln den USA ausstrahlte. Anders als im Falle der vorangegangenen Serien unterstand die Produktion der Animated-Serie wieder der Kontrolle von Hasbro anstelle von Takara bzw. TakaraTomy. Für die Animation waren die japanischen Studios Mook, The Answer Studio und Studio 4°C zuständig. Inhaltlich war Animated erneut unabhängig von allen vorangegangenen Serien, jedoch gab es erneut zahlreiche Verweise auf frühere Serien in Form von Easter Eggs. In Japan ist eine Ausstrahlung von Animated bislang nicht angekündigt. In Deutschland wurde eine von dem Unternehmen TV+ Synchron Berlin synchronisierte Fassung von Animated von Frühjahr bis Mitte 2008 auf dem Sender Super RTL ausgestrahlt. Gezeigt wurden die ersten beiden Staffeln mit insgesamt 29 Folgen. Die beiden ins Deutsche übersetzten Staffeln der Serie wurden auf insgesamt sechs DVDs veröffentlicht.
Von 2010 bis 2013 wurde auf dem Sender The Hub die computeranimierte Serie Transformers: Prime ausgestrahlt, die insgesamt 65 Folgen, aufgeteilt auf 3 Staffeln, umfasste. 2015 folgte die Fortsetzung in Form der ebenfalls computeranimierten Serie Transformers: Robots in Disguise. Beide Serien wurden in Deutschland auf dem Sender Nickelodeon ausgestrahlt.

### Filme
Hauptartikel: Transformers – Der Kampf um Cybertron, Transformers (Filmreihe)
1986 kam in den USA ein Zeichentrickfilm mit dem Originaltitel The Transformers: The Movie ins Kino, der inhaltlich zwischen der zweiten und dritten Staffel der Original-Zeichentrickserie spielt. Der Film entwickelte sich in den USA zu einem finanziellen Desaster an den Kinokassen und wurde erst später als Video- und DVD-Veröffentlichung zum Verkaufserfolg, mit zahlreichen Neuauflagen durch verschiedene Produktionsfirmen. In Deutschland lief der Film nie im Kino, sondern wurde erst 1994 unter dem Titel Transformers – Der Kampf um Cybertron auf RTL ausgestrahlt. 2004 wurde der Film in Deutschland erstmals unter dem schlichten Titel Transformers auf DVD veröffentlicht.
2007 kam eine Realverfilmung mit dem schlichten Titel Transformers ins Kino, mit Michael Bay als Regisseur und Steven Spielberg als ausführendem Produzenten. Inhaltlich stellt der Film ein von früheren Serien unabhängiges Universum dar. In Deutschland lief der Film ab August 2007 im Kino und ist seit Ende 2007 auf DVD und HD DVD sowie seit 2008 auch auf Blu-ray Disc erhältlich. Die Fortsetzung, Transformers – Die Rache, kam 2009 ins Kino und wurde im selben Jahr ebenfalls auf DVD und Blu-ray Disc veröffentlicht. Des Weiteren kamen drei weitere Filme (Transformers – Die dunkle Seite des Mondes, Transformers – Ära des Untergangs und Transformers: The Last Knight) hinzu. Die Spielfilme stellten für Hasbro eine Trendwende dar, da die Entwicklung der Hauptfiguren in erster Linie durch die Drehbuchautoren sowie die Designer von Industrial Light and Magic erfolgte, während Hasbro nur eine beratende Funktion hatte und die dazugehörigen Spielzeuge nach den Entwürfen der ILM-Designer entwickelte.

### Comics
1984 wurde parallel zum Start der ursprünglichen Spielzeug- und der Zeichentrickserie auch eine Comicserie entwickelt, die ab Mai 1984, noch vor dem Start der Zeichentrickserie, bei Marvel Comics erschien. Ursprünglich als vierteilige Miniserie angelegt, wurde The Transformers aufgrund des großen Erfolges mit Heft 5 zu einer fortlaufenden, monatlich erscheinenden Serie, von der bis Mitte 1991 80 Hefte erschienen. Zudem gab es mehrere drei- oder vierteilige Miniserien wie Transformers: The Headmasters, Transformers: The Movie (eine Comicadaption des gleichnamigen Films), The Transformers Universe (eine Sammlung von Profilbeschreibungen der einzelnen Figuren) sowie ein Crossover mit den Figuren einer anderen Hasbro-Spielzeugserie, G.I. Joe. Zwar traten in der Comicserie dieselben Charaktere auf wie in der Zeichentrickserie, und auch die Ausgangssituation war dieselbe, doch waren die Geschichten der beiden Medien von Anfang an unabhängig voneinander und entwickelten sich auch bald in unterschiedliche Richtungen. Autor der Serie war ab Heft 5 Bob Budiansky, der im Vorfeld der Serie bereits an der Ausarbeitung der Charaktere beteiligt gewesen war. Mit Heft 56 wurde er von Simon Furman abgelöst, der die Serie bis zu ihrem Ende schrieb. Zeichner waren unter anderem Frank Springer, Don Perlin, José Delbo, Geoff Senior und Andrew Wildman.
Die britische Marvel-Tochter Marvel UK veröffentlichte derweil ab September 1984 ein eigenes Comic-Magazin im Format DIN A4, von dem bis Januar 1992, lange Zeit in wöchentlichen Abständen, 332 Hefte sowie sieben Jahressonderhefte, „Annuals“, erschienen. Etwa die Hälfte der Hefte enthielt Nachdrucke der Geschichten aus den amerikanischen Heften, während die übrigen Ausgaben neue, speziell für den britischen Markt produzierte Geschichten enthielten, die inhaltlich als Ergänzung zu diesen angelegt waren. Autor dieser Geschichten war in den meisten Fällen Simon Furman, der später auch die US-Serie schreiben sollte. Zeichner waren unter anderem Geoff Senior, Dan Reed, Lee Sullivan und Andrew Wildman, die sich aufgrund des wöchentlichen Erscheinungsrhythmus regelmäßig abwechselten.
In Deutschland veröffentlichte der Condor-Verlag die ersten vier Hefte der US-Serie von Juli bis November 1986 als dreiteilige Miniserie unter dem eingedeutschten Titel Die Transformer, ebenfalls im Format DIN A4. Ab Februar 1989 erschien bei Condor dann eine fortlaufende monatliche Serie mit dem Titel Transformers, in der bis Dezember 1992 24 Hefte erschienen. Dabei wurden zunächst Geschichten aus den US-Heften nachgedruckt, jedoch häufig Geschichten ausgelassen. Ab Heft 7 enthielt die Serie nunmehr Geschichten aus den UK-Heften. Dafür veröffentlichte Condor weitere US-Geschichten in vier Taschenbüchern, ferner gab es auch drei Sonderhefte, die weitere Geschichten aus den US- und UK-Heften enthielten, jedoch wiederum ohne nachvollziehbare Reihenfolge.
Zur Spielzeugserie Transformers: Generation 2 erschien bei Marvel von November 1993 bis Oktober 1994 eine zwölfteilige Comicserie gleichen Namens, geschrieben von Simon Furman und gezeichnet unter anderem von Derek Yaniker, Manny Galan und Geoff Senior. Inhaltlich stellte die Serie eine direkte Fortsetzung der Originalserie dar. Außerdem enthielten die Hefte 138–148 der ebenfalls bei Marvel erscheinenden Comicserie G.I. Joeeinen Prolog zur Comicserie Generation 2.
In Großbritannien veröffentlichte der Verlag Fleetway fünf Hefte der Generation-2-Serie, die neben Nachdrucken der US-Geschichten auch einen neuen Prolog enthielten. In Deutschland erschienen dagegen keine Comics zur Generation-2-Serie.
Von 2001 bis 2006 veröffentlichte der britische Verlag Titan Books in Zusammenarbeit mit Simon Furman Nachdrucke der Marvel-Geschichten in Form von Sammelbänden. Den Anfang machte der Band All Fall Down, der die US-Hefte 69–74 enthielt. Danach wurden in nicht immer chronologischer Reihenfolge beinahe alle 80 Hefte der regulären Serie, die vier Hefte der Headmasters-Miniserie sowie die zwölf Generation-2-Hefte nachgedruckt. Außerdem veröffentlichte Titan Sammelbände eines Großteils der UK-Geschichten, häufig inhaltlich sortiert nach mehrteiligen Geschichten, angefangen mit dem Mehrteiler Target: 2006 aus den UK-Heften 78–88. In Deutschland wurde keiner der Bände veröffentlicht. Derzeit erscheinen im Verlag IDW Publishing außerdem weitere Nachdrucke der Marvel-Geschichten im Rahmen der Serien Transformers: Generations und Transformers: Best of UK.
2001 sicherte sich der kanadische Kleinverlag Dreamwave Productions, ursprünglich ein Studio innerhalb von Image Comics, die Rechte an neuen Comics zu den Transformers. Ab April 2002 erschien dort eine sechsteilige Miniserie mit dem Titel Transformers: Generation One, geschrieben von Chris Sarracini und gezeichnet von Dreamwave-Präsident Pat Lee. Im Mittelpunkt standen die Originalcharaktere aus den Jahren 1984–86, wobei die Geschichte inhaltlich wiederum unabhängig von vorangegangenen Fernseh- und Comicserien war. Eine zweite Generation One-Miniserie mit dem Titel War and Peace, geschrieben von James McDonough (unter dem Pseudonym „Brad Mick“) und gezeichnet von Pat Lee, folgte 2003; im Dezember 2003 startete dann eine fortlaufende Serie, geschrieben von McDonough (später gemeinsam mit Adam Patyk) und gezeichnet von Don Figueroa.
Neben den Comics mit den unter Fans beliebten Originalcharakteren veröffentlichte Dreamwave ab Juli 2002 auch eine Serie zur Spielzeugserie Transformers: Armada, die ebenfalls inhaltlich unabhängig von der gleichnamigen Zeichentrickserie war. Autor war zunächst Chris Sarracini; ab Heft 6 wurde er durch Simon Furman abgelöst. Zeichner waren James Raiz, Pat Lee, Guido Guidi und Don Figueroa. Mit Heft 19, das im Januar 2004 erschien, änderte die Serie ihren Titel in Transformers: Energon um, passend zum Start der gleichnamigen Spielzeugserie. Inhaltlich wurde die Handlung der Armada-Serie weitergeführt. Furman blieb der Serie als Autor erhalten, während die Zeichnungen abwechselnd von Guido Guidi, Joe Ng, James Raiz, Alex Milne und Marcelo Matere stammten.
Völlig neuen Boden betrat die als Vorgeschichte zu den Generation One-Serien angelegte, von Simon Furman geschriebene sechsteilige Miniserie Transformers: The War Within, die von Oktober 2002 bis März 2003 bei Dreamwave erschien. Das Aussehen der auftretenden Charaktere basierte erstmals nicht unmittelbar auf existierenden Spielzeugfiguren, vielmehr wurden die Designs allesamt von Zeichner Don Figueroa speziell für diese Serie entwickelt. Eine zweite War Within-Miniserie mit dem Titel The Dark Ages erschien von Oktober 2003 bis April 2004, diesmal geschrieben von Simon Furman und gezeichnet von Andrew Wildman. Eine dritte Miniserie mit dem Titel The Age of Wrath, geschrieben von Furman und gezeichnet von Joe Ng, startete im Dezember 2004.
Ebenfalls bei Dreamwave erschien eine achtteilige Miniserie mit dem Titel Transformers: More than Meets the Eye, geschrieben von Adam Patyk und James McDonough und illustriert von verschiedenen Zeichnern, die von April bis November 2003 erschien und Profilbeschreibungen der einzelnen Transformers-Charaktere aus den Generation One-Serien enthielt. Eine dreiteilige Miniserie More Than Meets the Eye mit den Armada-Charakteren von denselben Autoren erschien von März bis Mai 2004. Darüber hinaus erschienen bei Dreamwave noch eine vierteilige Miniserie mit dem Titel Transformers: Micromasters, geschrieben von McDonough und Patyk und gezeichnet von Rob Ruffolo, ein Transformers Summer Special sowie ein sechsteiliges Crossover mit G.I. Joe, geschrieben von John Ney Rieber und gezeichnet von Jae Lee.
Anfang Januar 2005 erklärte Dreamwave nach monatelangen Gerüchten über Zahlungsschwierigkeiten offiziell den Bankrott und verlor im Zuge dessen die Transformers-Lizenz, was zu einer sofortigen Einstellung der Serien führte. Die fortlaufende Miniserie Generation One endete mit Heft 10, die Energon-Serie mit Heft 30, die dritte War Within-Miniserie mit Heft 3, und von einem zweiten Crossover mit G.I. Joe, geschrieben von James McDonough und Adam Patyk und gezeichnet von Pat Lee, erschien sogar nur das erste Heft. Vollends unveröffentlicht blieben eine geplante Beast-Wars-Miniserie sowie eine Miniserie More Than Meets the Eye mit den Energon-Charakteren. Viele der Dreamweave-Geschichten wurden auch in Form von Sammelbänden veröffentlicht, von denen der aktuelle Lizenzinhaber IDW Publishing mittlerweile Nachdrucke anbietet.
Parallel zu Dreamwave veröffentlichte in Großbritannien der dortige Ableger des Panini Verlags eine eigene Comicserie zu Transformers: Armada, geschrieben von Simon Furman und gezeichnet von Andrew Wildman, die inhaltlich unabhängig von der Zeichentrickserie und der Dreamwave-Comicserie war und neun Hefte überdauerte. In Deutschland begann die zu Panini gehörende Dino Entertainment Ende 2003 parallel zur Ausstrahlung der Zeichentrickserie auf RTL 2 mit der Veröffentlichung der Dreamwave-Serie, stellte die Veröffentlichung jedoch aufgrund der kurzen Ausstrahlungsdauer der Serie im Fernsehen (RTL 2 zeigte innerhalb von fünf Wochen nur 20 Folgen) bereits nach zwei Ausgaben wieder ein.
Der Image-Ableger Devil's Due Publishing, der von 2001 bis 2007 die Lizenz für Comics zur Hasbro-Spielzeugserie G.I. Joe besaß, veröffentlichte ebenfalls mehrere Crossover-Miniserien, in denen die Transformers und die G.I. Joe-Charaktere aufeinander trafen.
2005 erwarb der Kleinverlag IDW Publishing die Lizenz für neue Transformers-Comics. Seit Ende 2005/Anfang 2006 erscheinen hier neue Miniserien wie Infiltration, Stormbringer, Escalation, Devastation, Megatron: Origin oder All Hail Megatron, in denen erneut die Charaktere aus der Originalserie auftreten, inhaltlich abermals unabhängig von allen vorangegangenen Geschichten. Ergänzt werden die Miniserien durch Spotlight-Einzelhefte, in denen jeweils eine einzelne Figur im Mittelpunkt steht. Autoren der Geschichten sind Simon Furman, Eric Holmes (Megatron: Origin) und Shane McCarthy (All Hail Megatron), Zeichner unter anderem E.J. Su, Don Figueroa, Nick Roche, Guido Guidi, Marcelo Matere und Alex Milne.
Ebenfalls bei IDW erschienen zwei Miniserien zur Beast Wars-Serie mit den Titeln The Gathering und The Ascending (jeweils von Autor Simon Furman und Zeichner Don Figueroa), die vierteilige Miniserie Beast Wars Sourcebook mit Profilbeschreibungen der Charaktere (geschrieben von Simon Furman und Benson Yee und illustriert von verschiedenen Zeichnern), ferner eine erneute vierteilige Comicadaption des Zeichentrickfilms aus dem Jahr 1986 unter dem Titel Transformers: The Animated Movie (von Autor Bob Budiansky und Zeichner Don Figueroa), eine vierteilige Miniserie mit dem Titel Evolutions: Hearts of Steel (von Autor Chuck Dixon und Zeichner Guido Guidi) sowie verschiedene Comics zum Transformers-Kinofilm aus dem Jahr 2007 und der neuen Serie Transformers: Animated. Aktuell erscheinen zudem Comics aus dem Umfeld der Fortsetzung des Kinofilms, Transformers – Die Rache. Darüber hinaus veröffentlicht IDW auch Nachdrucke von Marvel- und Dreamwave-Geschichten.
Weitere offizielle Transformers-Comics mit den Titeln The Wreckers und Transformers: Universe, produziert von dem Unternehmen 3H Enterprises, waren im Rahmen der BotCon-Convention bzw. später der Official Transformers Collectors' Convention erhältlich. Die Hefte erschienen jedoch sehr sporadisch und endeten 2004 abrupt, als Hasbro 3H 2004 die Lizenz entzog. Seit 2005 veröffentlicht das Unternehmen Fun Publications neue Transformers-Comics unter dem Titel Timelines, von denen einige im Rahmen der BotCon, andere als Teil des Magazins des Official Transformers Collectors' Club erhältlich sind. Einige der Geschichte wurden auch von IDW Publishing für ein breites Publikum veröffentlicht.
Der britische Verlag Titan Magazines veröffentlicht seit 2007 ein monatliches Transformers-Magazin, das neben Nachdrucken von IDW-Geschichten auch eigene Kurzgeschichten mit den Charakteren des Transformers-Kinofilms aus dem Jahr 2007 enthält. Ab Juli 2008 sollen die Geschichten in gesammelter Form auch von IDW in den USA veröffentlicht werden. 2008 erschien bei Titan ferner eine neue Comicserie zu Transformers: Animated, die jedoch nur drei Hefte überdauerte.

### Videospiele
Im Oktober 2003 erschien in Japan ein Videospiel namens The Transformers (auch bekannt unter dem Titel Transformers: Tatakai) für die PlayStation 2, das von Winkysoft entwickelt wurde und auf der Originalserie aus den 1980er Jahren basierte. Das Spiel wurde nie außerhalb Japans veröffentlicht.
Nur wenige Monate später, im April 2004, erschien zur Serie Transformers: Armada ein Videospiel für die PlayStation 2 mit dem schlichten Titel Transformers (Arbeitstitel: Transformers Armada: Prelude to Energon). Entwickelt wurde das Spiel von Melbourne House, vertrieben wurde es von Atari SA. Das Spiel war auch in Deutschland erhältlich. Eine von Midway Games entwickelte PC-Version wurde dagegen nie veröffentlicht.
Zum 2007er-Kinofilm erschien ein von Activision entwickeltes Videospiel mit dem Titel Transformers: The Game, das für die Nintendo Wii, die PlayStation 2, die PlayStation 3, die Xbox 360 und PCs mit DVD-ROM-Laufwerken erhältlich war und auch in Deutschland in den Handel kam. Eine Variante des Spiels erschien für die PlayStation Portable, zudem erschienen für den Nintendo DS zwei weitere Spiele mit den Titeln Transformers: Autobots und Transformers: Decepticons, entwickelt von Vicarious Visions.
Zur Fortsetzung Transformers – Die Rache aus dem Jahr 2009 erschien abermals eine von Activision entwickelte Videospiel-Adaption, die für die Nintendo Wii, die PlayStation 2, die PlayStation 3, die Xbox 360 und PCs mit DVD-ROM-Laufwerken erhältlich war. Weitere Spiele erschienen zudem für die PlayStation Portable und den Nintendo DS. Auch diese Spiele waren in Deutschland erhältlich.
Im Juni 2010 erschien ein Third-Person-Shooter namens Transformers: War for Cybertron, der von Activision vertrieben wurde und für PCs, die PlayStation 3, die Xbox 360, die Nintendo Wii und den Nintendo DS erhältlich war. Das Spiel stellt inhaltlich, ähnlich wie die einige Jahre zuvor erschienene Comicserie Transformers: The War Within von Dreamwave Productions, eine Art Vorgeschichte zur Originalserie dar. Unter dem Titel Transformers: Kampf um Cybertron wurde das Spiel auch in Deutschland veröffentlicht.
Im August 2012 erschien die Fortsetzung zu Transformers: War for Cybertron namens Transformers – Fall of Cybertron ebenfalls von Activision vertrieben und von High Moon Studios entwickelt.
Mit Transformers: The Dark Spark hat Hasbro ein Videospiel angekündigt, welches am 27. Juni 2014 in Deutschland für die PlayStation 3, PlayStation 4, Xbox 360, Xbox One, Wii U und Nintendo 3DS erschien. Die Geschichte erzählt der bisherigen Spiele und des am 17. Juli 2014 in den deutschen Kinos anlaufenden Films Transformers: Ära des Untergangs verbinden wird.
Am 6. Oktober 2015 erschien Transformers: Devastation, welches von Platinum Games entwickelt wurde. Das Spiel wurde im Dezember 2017 aus allen Online-Stores entfernt, als Activisions Lizenz von Hasbro ablief.
Im August 2016 erschien mit Transformers: Untergang von Cyberton eine passende Umsetzung des bereits 2012 veröffentlichten Titels für die PlayStation 4 und Xbox One. Beide Versionen sind jeweils über den entsprechenden Online-Store der Konsole erhältlich und enthalten neben dem Hauptspiel darüber hinaus jeweils drei DLCs.

## Fanclub und Conventions
Zu den Transformers gibt es zahlreiche Fanconventions, von denen eine sogar offiziell von Hasbro lizenziert ist. Die jährlich abgehaltene BotCon wurde ursprünglich 1994 von den Brüdern Jon und Karl Hartman ins Leben gerufen, an der ersten Convention in Fort Wayne, Indiana nahmen 180 Besucher teil. In den Folgejahren wurde die BotCon zunächst von wechselnden Einzelpersonen organisiert, bis die Hartman-Brüder 1997 zur Finanzierung der BotCon gemeinsam mit Glen Hallit das Unternehmen 3H Enterprises gründeten. Von Anfang an stellte Hasbro den jeweiligen Veranstaltern der BotCon Exklusivfiguren zur Verfügung, bei denen es sich zunächst um unveröffentlichte Figuren handelte. In späteren Jahren handelte es sich dabei jedoch um Varianten bereits erschienener Figuren, die über neue, von den Veranstaltern der Convention ausgesuchte Farben trugen und in zunehmend professioneller gestalteten Verpackungen erhältlich waren. Auch offiziell von Hasbro genehmigte Comics waren im Rahmen der BotCon erhältlich. Es gab sogar Ableger der BotCon in Japan und Europa, die sich jedoch beide nicht lange hielten.
2002 wurde die BotCon von Hasbro als offizielle Transformers-Convention anerkannt, ferner wurde auch ein offizieller Sammlerclub angekündigt. Dafür kam es jedoch zum Bruch zwischen den Hartman-Brüdern und Glen Hallit. Während erstere 3H Enterprises verließen und den Namen „BotCon“ mit sich nahmen, veranstaltete Hallit ab 2003 die „Official Transformers Collectors' Convention“. Die Hartmans veranstalteten dafür 2004 noch einmal eine inoffizielle BotCon, doch entzog Hasbro Hallit noch im selben Jahr wieder die Lizenz. 2005 ging diese an das von Brian Savage geleitete Unternehmen Fun Publications, das bereits eine offizielle Convention sowie einen Sammlerclub zur Hasbro-Serie G.I. Joe veranstaltete. Die Hartman-Brüder wurden als Berater angeworben und stellten Fun Publications im Gegenzug den Namen „BotCon“ zur Verfügung. 2005 startete Fun Publications zugleich auch den Official Transformers Collectors’ Club, der neben einem zweimonatlichen Magazin mit einem exklusiven Comic auch Exklusivfiguren für Clubmitglieder anbietet. Die BotCon 2008, die im April in Cincinnati, Ohio stattfand, hatte eine „Rekordzahl“ an Besuchern. Sämtliche Exklusivfiguren, von denen einige auf etwas über tausend Exemplare limitiert waren, wurden komplett ausverkauft.
Seit 2009 findet in Deutschland die C.O.N.S statt, eine Convention bei der seit 2011 Gäste aus dem Produktionsteam von Transformers erscheinen. 2009 war beispielsweise der Transformers-Comicautor Simon Furman anwesend. Organisiert wird die Convention von den Betreibern des Transformers-Fan-Forum ntf-archive.